# Història del sionisme
El sionisme és una ideologia política nacionalista, que va aparèixer a finals del segle xix, i que defensa la idea que el Poble jueu ha de tenir un Estat propi. Aquest article s'interessa essencialment en tres problemàtiques que estan presents en la història del sionisme:
- Els debats i pràctiques al voltant de la construcció d'institucions nacionals o prenacionals: organització sionista mundial, partits polítics, l'agència jueva, els diversos grups armats, i després la creació de l'Estat mateix.
- Els debats i pràctiques al voltant de la constitució d'una població jueva important dins de l'Estat.
- Els debats ideològics entre les diferents branques del sionisme; en particular sobre la definició dels seus objectius. En aquest àmbit, dues qüestions han dividit particularment, (i continuen dividint) els sionistes:

- El lloc de la religió jueva en el sionisme.

- La localització de l'Estat jueu, i de les seves fronteres.

## Terminologia

Mapa de l'Orient Mitjà - fronteres actuals

Tanmateix, tot sovint, la terminologia utilitzada no és políticament neutra :
- Eretz Israel (en català: Terra d'Israel), ha esdevenigut un sinònim polític del expansionisme israelià, un moviment que vol anexionar-se els territoris palestins de Cisjordània, i la Franja de Gaza.
- Palestina va ser el nom del país, i de fet un nom utilitzat pels mateixos sionistes fins a l'any 1948, per exemple, el diari israelià Jerusalem Post era anomenat Palestine Post abans de la creació de l'Estat d'Israel. A partir del període posterior a 1948, el nom Palestina es fa servir per parlar del territori de l'antic Mandat Britànic de Palestina, i també és el nom de l'Estat de Palestina.

A l'article següent, el terme «Palestina» serà utilitzat per designar el territori entre la segona revolta jueva (vençuda pels romans en l'any 135 del segle primer), i la proclamació del modern estat d'Israel, l'any 1948, sense connotacions ideològiques.
Per a la part d'aquest article posterior a la creació d'Israel, es parlarà generalment d'«Israel», de « Cisjordània » i de « Gaza », que son els termes els més utilitzats habitualment pels mitjans de comunicació en català.
Els termes de « Eretz Israel » i de « Judea-Samària » seran utilitzats en referència a les ideologies que els utilitzen.

## Abans del sionisme
L'aparició d'una reivindicació politiqueja a la creació d'un Estat jueu a partir de la segona part del segle xix s'explica per l'existència d'un substrat més antic.

### La destrucció del regne jueu en l'antiguitat

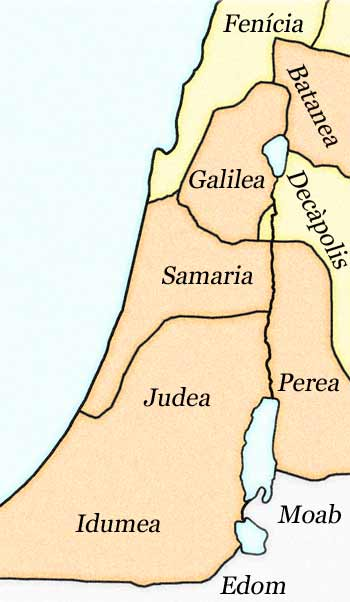
Les províncies del regne d'Herodes I, sota protectorat romà, cap a -25.

L'últim Estat jueu independent, el regne asmoneu de Judea, va esdevenir un protectorat romà l'any 63 abans de l'era cristiana. Aquest protectorat va esdevenir una senzilla província romana després de la mort de l'últim rei del regne, Herodes Ier El Gran, l'any 4 abans de l'era cristiana.
Les revoltes jueves del 67-73 i del 132-135 va canviar profundament la població de Palestina : una part fou morta, una part va fugir de les destruccions de la guerra, una part va ser venuda com a esclava i una última part va poder continuar en una Palestina empobrida i havent perdut la seva independència.
És difícil saber el que representaven aquests quatre grups, però el nombre dels supervivents que es van quedar a Palestina sembla haver estat bastant important, encara que en neta regressió.
A continuació, hi va haver conversions nombroses al cristianisme (en particular sota l'Imperi Romà d'Orient poc tolerant), després a l'islam a partir de la conquesta musulmana cap a 640.
A partir de la fi de l'antiguitat, els Jueus que viuen a Terra Santa va esdevenir, doncs, molt minoritaris respecte a la diàspora (dispersió, en grec). En efecte, moltes comunitats jueves continuaren existint a diverses parts del món, però poc a Terra Santa, la qual cosa dona el sentiment d'un poble dispers. El terme hebraic és Galout (exili). És aquest sentiment d'exili que engendrarà l'esperança religiosa d'una «tornada» o aliyà en hebreu.

### L'esperança religiosa

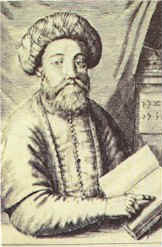
el «Messies» Sabbataï Tsevi, que prometia la tornada dels Jueus a terra d'israel - 1666.

A partir de la segona diàspora, les comunitats religioses mantindran el somni d'una tornada a Palestina per recrear un Estat jueu. No es tracta verdaderament d'un projecte polític, sinó més aviat d'un somni messiànic i religiós. És simbolitzat per la cèlebre oració «l'any pròxim a Jerusalem» pronunciada cada any per totes les famílies jueves en el moment del Séder de Pessa'h.
Amb el temps, la majoria dels rabins ortodoxos van desenvolupar una interpretació que s'oposaven, en la pràctica, a la recreació d'un Estat jueu : Déu ha castigat els Jueus destruint l'Estat, només el seu Messies el pot recrear. Tota temptativa humana en la matèria és una revolta contra Déu.
Hi haurà d'altra banda diversos messies proclamats, com a Sabatai Seví o Jacob Franck.

### El nacionalisme

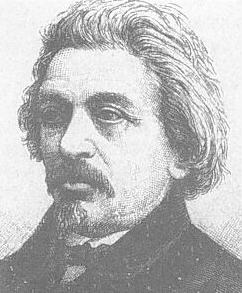
Moses Hess

Amb el segle xviii, l'esperit de les Llums fa néixer els conceptes de poble i de nació, definits per la seva identitat - per oposició a la noció de regne, definit pel seu sobirà i les seves fronteres (i sovint per la seva religió).
Els francesos, els primers a oposar-se amb la seva revolució de 1789 a totes les monarquies d'Europa, es baten en tant que francesos i no en tant que subjectes al rei de França. És el naixement del nacionalisme modern.
Això s'escampa a tot Europa en el curs del segle xix} Atreu particularment les poblacions ocupades per un altre estat, o dividides en diversos estats.
És així com la idea nacional s'estén en les poblacions dividides entre diversos estats, a Alemanya i a Itàlia, així com en les poblacions ocupades de Polònia, d'Irlanda o d'Hongria.
Inevitablement, la idea nacionalista acaba afectant una altra població europea privada d'estat, i fins i tot de territori : els Jueus.
La idea d'un poble jueu és antiga i es remunta a la Bíblia. Sota la influència del nacionalisme, és redefinida en un sentit menys religiós, i més centrada sobre una identitat històrica, ètnica i cultural.
En el curs del segle xix, la lectura messiànica que preconitzava l'alliberament polític d'Israel per un rei-messies recula a mesura que les poblacions jueves es laïcitzen. Aquesta lectura messiànica reactivada per Don Isaac Abarbanel en resposta a l'expulsió dels Jueus d'Espanya cedeix així terreny - tot adaptant-s'hi - de cara a ideologies "modernes": socialisme, liberalisme, racionalisme i nacionalisme.
Una de les primeres manifestacions nacionalistes és la redacció del llibre « Roma i Jerusalem - L'Última Pregunta Nacional », per Moses Hess en 1862: impressionat per l'èxit de la unitat italiana, l'autor, d'altra banda proper a Karl Marx, crida a la creació un Estat jueu.
En 1869, l'Aliança israelita universal crea l'escola agrícola de Mikvé-Israel prop de Jaffa, a instàncies de Charles Netter, un dels seus fundadors. D'aquesta escola en sortiran generacions d'agricultors jueus. Hi haurà algunes altres iniciatives en els anys 1870, que mostren un interès a desenvolupar la terra de la santedat.

### L'antisemitisme

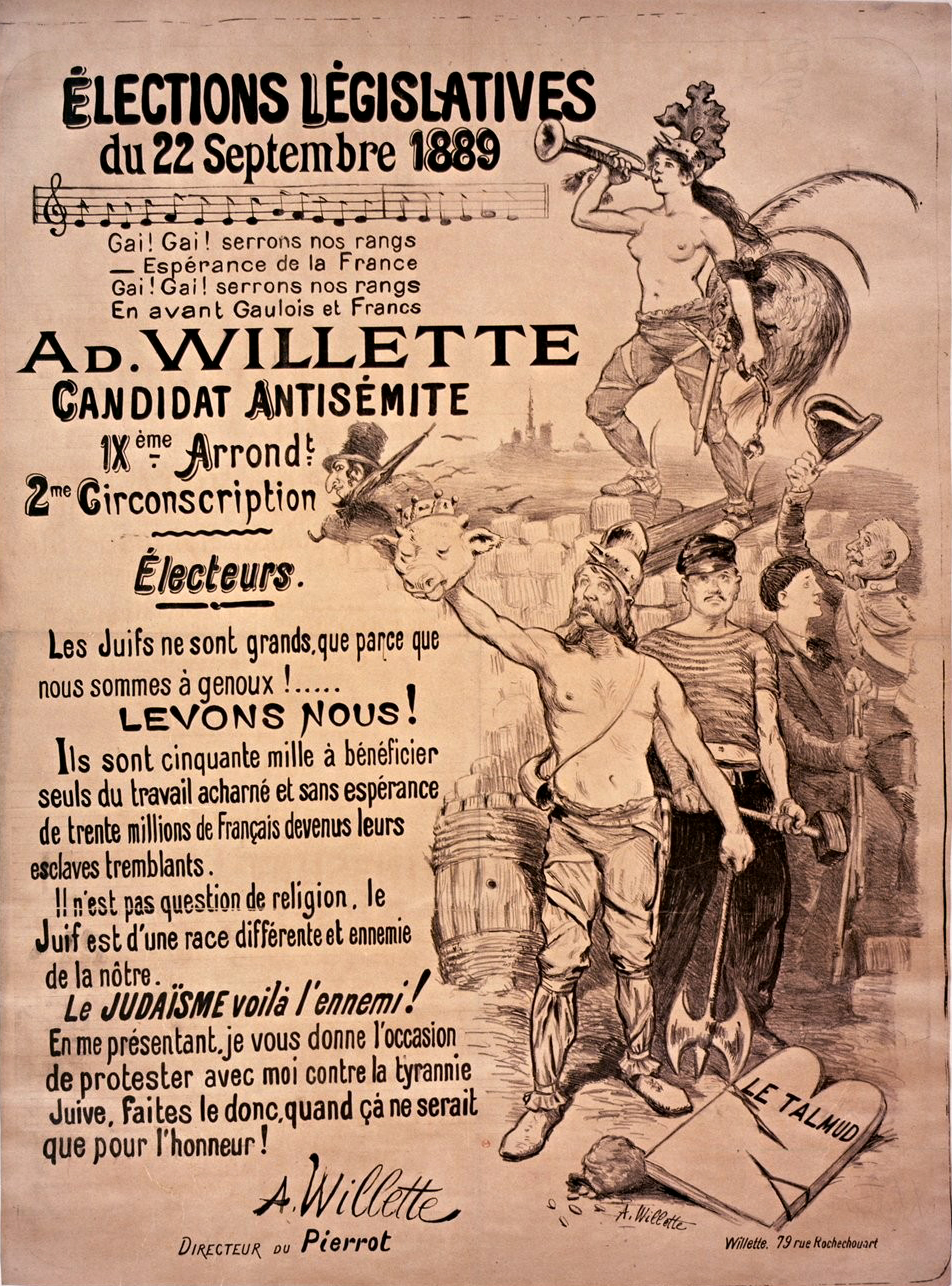
Cartell antisemita francès de 1889 - feu clic per ampliar

Una actitud hostil als Jueus no és nova. Per als cristians, els Jueus havien fet crucificar Jésus, i sobretot havien negat la nova religió.
En 1873, apareix una nova terminologia: l'antisemitisme. La paraula va ser creada pel periodista d'Hamburg, Wilhelm Marr. L'antisemitisme es defineix com una ideologia nacionalista i laica «moderna», que refusa els Jueus no tant per raons religioses, sinó perquè serien un poble semita mitjà-oriental inassimilable a Occident. Més enllà d'aquesta innovació, els prejudicis tradicionals cristians contra els Jueus són àmpliament represos.
L'antisemitisme i l'hostilitat cap als Jueus s'estenen àmpliament al voltant de les grans concentracions jueves d'Europa oriental.
Segons la tesi de Leo Pinsker, seria la integració progressiva dels Jueus en la vida moderna la que hauria provocat aquesta reacció : els Jueus no eren estimats però no molestaven gaire quan vivien a part. A partir de la seva penetració progressiva al món modern, es fan competidors directes i molt més visibles.
En 1881, es produeixen pogroms sagnants en l'imperi tsarista contra els Jueus. Molts d'ells conclouen que no hi ha futur per als Jueus a Europa oriental. És el començament d'un gran moviment d'emigració que portarà 4 milions de Jueus d'Europa oriental a anar-se d'aquesta regió entre 1880 i 1931. La major part anirà a Amèrica del Nord, però altres aniran a Europa occidental, a Amèrica del Sud, i fins i tot a Palestina.
No caldria tanmateix oblidar l'impacte que va tenir la qüestió jueva a Romania i sobretot els acords del Congrés de Berlín, en els anys 1870, per tal d'obtenir les condicions favorables per a una emigració jueva massiva a Romania, amb les reaccions de la població local. Segons Jacques Halbronn (Comunicació al Congrés Mundial dels Estudis Jueus, Universitat Hebràica de Jerusalem, 2009), cal veure-hi una prefiguració del que passarà a partir de 1917 i a conseqüència de la Societat de Nacions pel que fa a l'establiment d'una Llar Jueva a Palestina. En els dos casos, Romania i Palestina, es tracta de territoris que acaben de deslliurar-se del poder otomà.

### Els orígens del sionisme: síntesi
El sionisme neix cap a 1880 per la confluència de quatre condicions:
- La definició tradicional del poble jueu assenyalada per la Bíblia i els rabins. Al costat d'un component religiós fonamental, aquesta definició tradicional sempre ha insistit en el fet que els Jueus eren també un poble específic, els «nens d'Israel[5] que disposen per dret propi d'un « país del qual l'ésser Etern, el teu Déu, et dona la possessió[6] ».
- La laïcització d'una part dels Jueus. Els rabins i els «ortodoxos refus[en] amb horror una doctrina que pretén substituir el redemptor[4] » i s'oposen a la creació d'un nou Estat jueu abans de la vinguda del messies, l'emancipació d'una part de la comunitat de l'autoritat dels seus rabins era fonamental.
- El desenvolupament del nacionalisme a Europa. Aquest va donar el marc de la revisió del projecte jueu. Ja no es tracta en aquesta òptica de mantenir l'antiga religió, sinó sobretot d'obtenir un Estat, objectiu fonamental de tot nacionalisme.
- L'antisemitisme. És el seu desenvolupament a partir dels anys 1870 que dona el motor que transforma una reflexió intel·lectual en un projecte de sortida fora d'Europa, i de constitució d'un Estat específic on els Jueus podrien viure junts i protegir-se.

## Els començaments del sionisme - 1880-1897
Aquest període va de l'aparició de « autoemancipació» a la reunió del primer congrés sionista mundial.

### Els amants de Sió i la primera aliyà
Després dels sagnants pogroms de 1881, un metge d'Odessa, Leon Pinsker, publica a Berlín el setembre de 1882 autoemancipació El primer verdader manifest sionista (el terme no existia encara). Hi prediu que la «judeofòbia» (és el seu terme) anirà creixent a poc a poc amb la modernització de les societats europees, i a mesura que els Jueus que surten del gueto es trobaran en competència amb els seus veïns. Conclou que els Jueus s'han d'anar d'Europa i crear el seu propi Estat. Cal fer notar que no el reivindica llavors per força a Terra Santa.
En paral·lel, comencen a aparèixer organitzacions. Gent jove i estudiants funden el gener de 1882 el grup «bilou» (Beith Israël Lekhou Vena'ale) sota la impuls d'Israel Belkind. Es parlarà sovint dels pioners de la primera aliyà.
Molt ràpidament, Leon Pinsker pren la direcció de la Ahavat zion, o Ahavat sion. Es tracta d'una xarxa, d'altra banda poc estructurada, de societats que reagrupen «tot fill d'Israel que admet que no hi ha de salvació per a Israel mentre un govern jueu no sigui instal·lat en terra d'Israel».
El primer grup va ser creat en 1881 per estudiants de Sant Petersburg, abans de l'aparició del llibre de Pinsker. Hi haurà ràpidament un centenar de societats, sobretot en l'Imperi Rus, però també a Romania. Els membres són anomenats «Els amants de Sió» (Hovevei Tzion). El seu objectiu és d'organitzar l'emigració de Jueus cap a Palestina (llavors part integrant de l'Imperi Otomà).
L'emigració dels «Amants de Sion» i la dels Biluïm es desenvolupa sobretot en els anys 1880, després dels traumàtics pogroms de 1881. Se l'anomena la «primera aliyà» (paraula que significa «pujada» n'hebreu, en el sentit de « pujada cap a Eretz Israel »). No seran més de 10.000 persones. Fa front a una administració otomana bastant hostil que la frena.
Els seus militants, poc organitzats, formen la base del que es dirà el «Nou Yixuv » (Yixuv significa « comunitat jueva en Eretz Israel »). Retroben a Palestina els membres de «l'antic Yixuv », o sigui aproximadament 25.000 Jueus molt religiosos, més aviat sefardites (amb una minoria d'asquenazites). Aquests Jueus pietosos estan essencialment concentrats a les quatre ciutats santes de Jerusalem, Tiberíades, Safed i Hebron.
Sefardites contra asquenazites, tradicionalistes contra moderns, població dirigida pels seus ancians contra joves militants, religiosos contra laics, orientals contra europeus, sionistes contra antisionistes (recordem que els rabins consideraven que només el Messies podia recrear l'Estat jueu): les relacions seran bastant sovint tenses, fins i tot hostils.
Aquesta primera onada d'immigrants és històricament important, malgrat la seva influència demogràfica limitada :
- Crea pobles sobre la costa de Palestina (Rixon le-Tsiyyon el 1882, Rosh Pina, Pétah Tiqvà, Zihron Yaakov, Guederà…;),[9] moltes de les quals esdevindran ciutats, i que expliquen encara avui una part de la geografia urbana d'Israel.
- Fa creïble la idea de l'emigració cap a Eretz Israël.
- A través d'un dels seus membres, Eliezer Ben-Yehuda, crea l'hebreu modern.

Les colònies jueves agrícoles de la primera Aliyà seran fortament ajudades, a partir de 1883, pels finançaments del baró Edmond de Rothschild, que apareix així com un dels homes claus d'aquest primer sionisme. Després de 1899, la Jewish Colonization Association, fundada pel baró Maurice de Hirsch en 1891, prendrà el relleu financer, i participarà també en la compra de terra a Palestina i a l'ajuda a les colònies agrícoles.

### Eliezer Ben Yehuda i l'hebreu modern

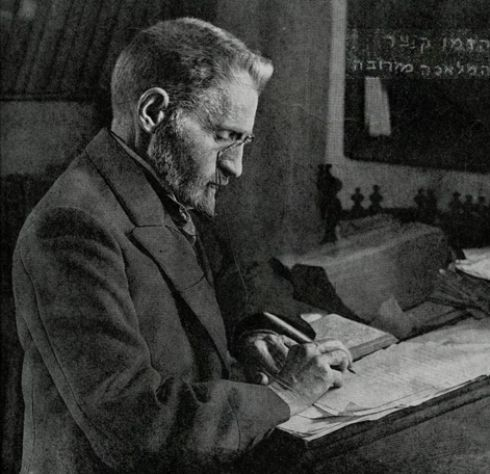
Eliezer Ben-Yehuda a la seva taula de treball.

L'hebreu ja no era utilitzat com a llengua parlada pels jueus des de ben abans de la caiguda de l'últim regne jueu. Els jueus de Judea havien adoptat l'arameu com a llengua vernacular ben abans del naixement de Jesucrist. L'hebreu havia esdevingut una llengua purament religiosa.
A partir del començament del segle xix, es veu reaparèixer a Europa una literatura laica en hebreu. És destorbada per un vocabulari religiós i estranger al món modern. Una certa modernització comença doncs a apuntar, duta a terme per intel·lectuals jueus laics, els maskilim.
Eliezer Ben-Yehuda sistematitzarà aquesta empresa de modernització. Considera que l'hebreu ha d'esdevenir la llengua parlada pels jueus a Palestina. Per aquesta raó, espera fer-ne una llengua moderna.
Reprèn la pronunciació dels Jueus sefardites, que considera més conforme a l'original, i crea centenars de paraules noves, adaptades a les necessitats d'una societat moderna i científica. És la base de l'hebreu actualment parlat a Israel. Cal fer notar que els religiosos jueus tradicionals es van oposar fermament a aquesta empresa : per a ells, l'hebreu havia de continuar sent la llengua de la Bíblia.

### Els començaments del sionisme: síntesi
Les construccions institucionals continuen sent febles, fins i tot marginals. El desenvolupament d'una «llengua nacional» modernitzada és tanmateix un esdeveniment fonamental.
En el pla demogràfic, el «nou Yixuv » sionista resta numèricament inferior en nombre a l'«antic Yixuv » religiós. Però un conjunt de pobles comença a aparèixer, al voltant dels quals s'estructurarà el paisatge humà del segle xix.
Quant als debats ideològics, són gairebé absents del període.
Però més enllà dels seus límits, aquest període formador va crear una dinàmica que s'ampliarà en el transcurs dels decennis posteriors.

## La fundació de l'Organització Sionista Mundial i la Segona Aliyà - 1897-1918

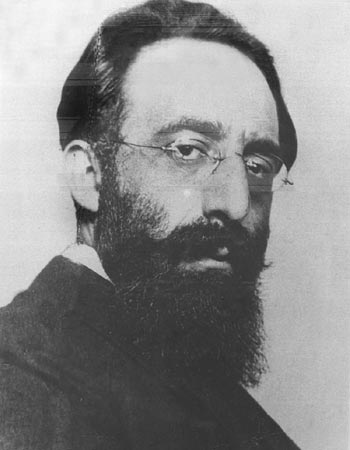
Nathan Birnbaum, creador del terme «sionisme».

A mitjans dels anys 1890, una ideologia sionista existeix ja. El mateix terme «sionisme» va ser creat per Nathan Birnbaum en 1886. S'imposa progressivament en els anys 1890.
Aquest proto-sionisme té la seva organització, el seu objectiu territorial, els seus primers militants. Però la seva influència continua sent molt marginal, i la seva organització està molt limitada. El canvi vindrà de la mà de Theodor Herzl (1860-1904).

### Theodor Herzl

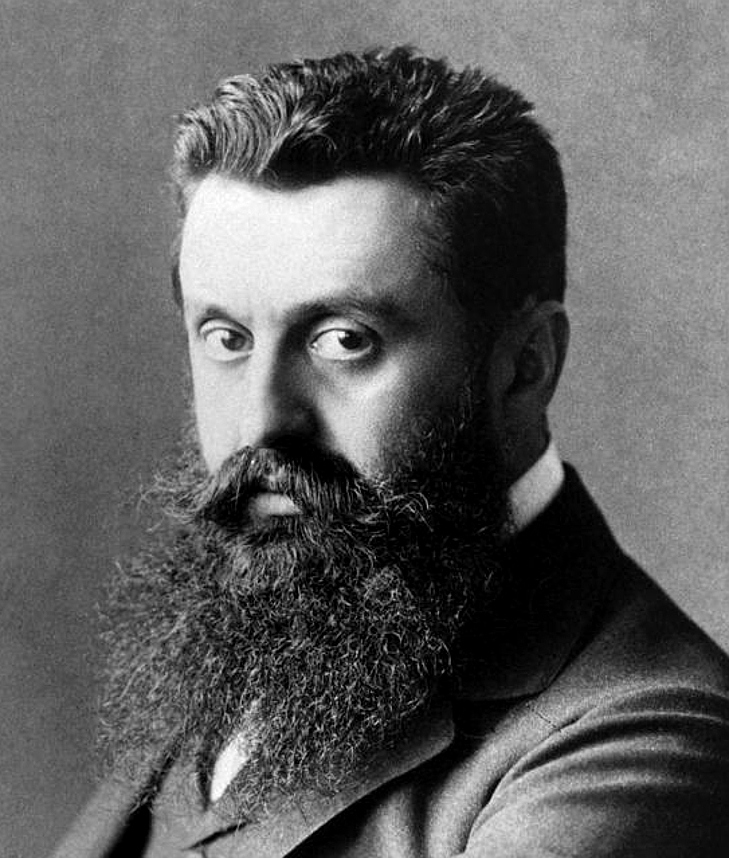
Theodor Herzl.

En 1894, aquest periodista hongarès assisteix a París a la degradació del Capità Dreyfus, sota els crits de «Mort als Jueus». Indicarà a posteriori que aquesta situació havia estat un xoc per a ell, sense que seu «Diari», tanmateix ric en introspecció, i formiguejat de referències històriques - [no presenta] qualsevol indici de la centralitat de l'assumpte Dreyfus en el despertar de la identitat jueva [de Herzl] ». Àustria era un país on l'antisemitisme estava desenvolupat. Però França estava considerada com immunitzada contra l'antisemitisme. Era el primer país del món que havia donat una total igualtat cívica als jueus, en 1791. Era també el país que havia donat la nacionalitat francesa als Jueus indígenes d'Algèria el 1871 (decret Crémieux). Representava la modernitat occidental en marxa cap a més igualtat.
Herzl havia tret com a conclusió de la seva decepció que era il·lusori per als Jueus de cercar la seva salvació en l'assimilació, i que havien de posseir el seu propi Estat, refugi per a tots els Jueus perseguits.
En 1895, s'adhereix a la tesi del sionisme i el 15 de febrer de 1896, publica Der Judenstaat (L'Estat dels jueus), un llibre en el qual crida a la creació un Estat per als Jueus. Tot esperant el suport de les grans potències, intenta situar-se en la continuïtat de les ideologies colonials de l'època : «Per a Europa, formarem allà un element del mur contra Àsia així com la posició avançada de la civilització contra la barbàrie ».
Theodor Herzl no és un gran teòric. La seva obra teòrica és modesta. Ha estat en canvi un bon organitzador, federant i orientant un sentiment nacionalista més o menys difús, que amb prou feines estava organitzat.

### Els congressos sionistes - definició dels objectius i dels mitjans

#### El primer congrés i la fundació de l'Organització sionista mundial
En 1897, Herzl convoca a Basilea (en Suïssa) el primer Congrés sionista mundial. Hauria desitjat que totes les comunitats jueves enviessin representants. De fet, el congrés és un èxit limitat. Herzl és encara poc conegut, i la seva capacitat d'atracció ho és doncs també. Fet revelador de les oposicions religioses, «el primer congrés sionista no va poder ser celebrat a Múnic a causa de les protestes indignades de la comunitat rabínica alemanya ».
Dos-cents quatre delegats es presenten tanmateix, sobretot procedents d'Europa central i oriental, i el congrés de Basilea és generalment citat com si fos el verdader començament del sionisme.
El congrés prendrà diverses decisions:
- El sionisme té per objectiu la creació d'una llar nacional jueva.
- L'Organització Sionista Mundial (OSM) és creada per coordinar l'acció política sionista al nivell mundial. Theodor Herzl n'és anomenat el seu primer president.
- L'OSN actuarà al nivell diplomàtic per fer reconèixer els objectius del sionisme per les grans potències.
- Se celebraran regularment diversos congressos per coordinar les accions.

Fet important, l'OSM no és una organització exclusiva que exigeix el monopoli de la representació política del sionisme. Els partits polítics que ho desitgen es podran constituir i adherir-se al moviment sionista mundial.

#### L'estructuració del Sionisme: institucions sionistes i treball polític

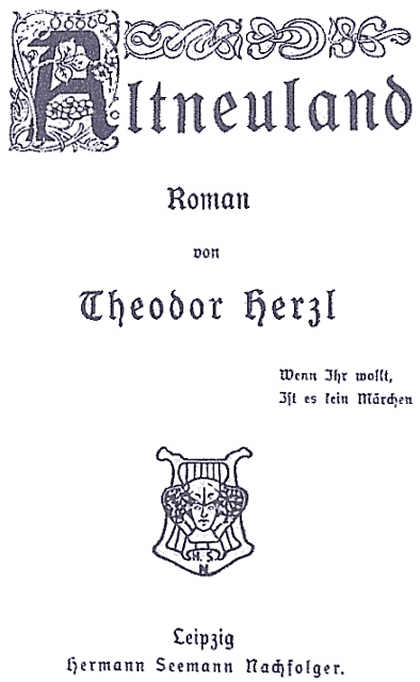
Coberta de la novel·la sionista Altneuland, de Theodor Herzl.

El congrés de Basilea havia formulat principis i projectes. Restava tan sols dur-los a la pràctica. Durant els anys següents, Herzl i els primers sionistes menen una propaganda important al si de les comunitats, sobretot europees.
Duen a terme també una acció diplomàtica intensa amb les grans potències de l'època.
L'Organització sionista mundial intenta prioritàriament negociar amb el Sultà Otomà, al qual pertany Palestina, pel biaix de l'emperador alemany Guillem II de Prússia, però sense èxit.
El gran objectiu d'Herzl esdevé aleshores obtenir que una potència colonial accepti establir una colònia de població jueva a Palestina. En aquell temps, aquesta idea de colònia de població és un aspecte perfectament admès del discurs i de la pràctica colonial (Sud-àfrica, Algèria, Nova Zelanda, Canadà, Austràlia…;).
Al mateix temps, cal no provocar una ruptura entre els sionistes i l'Imperi Otomà, gestor de Palestina, que es podria sentir amenaçat i prohibir tota immigració. Davant els otomans, Herzl fa doncs valer que els Jueus aportaran competències tècniques i capitals, garanties d'una modernització del país.
En 1898 i 1899, tenen lloc nous congressos sionistes a Basilea, cada vegada amb una mica més d'èxit.
En el moment del tercer congrés, en 1899, es va decidir el llançament del Banc colonial jueu. S'havia d'encarregar encarregada del finançament de les activitats de compres de terres a Palestina.
El 1900, el quart congrés sionista se celebra a Londres.
El 1901, el cinquè congrés sionista decideix a Basilea la creació:
- del Fons nacional jueu, encarregat de la compra de les terres a Palestina. Aquesta política és una de les fonts de l'hostilitat àrab, ja que un bon nombre de terres venudes són masoveries de les quals els grangers són expulsats pels propietaris predials (sovint dels notables sirians).
- del Keren Kayemeth Leisrael (K.K.L.) Encarregat de la gestió de les terres comprades en benefici del conjunt dels Jueus de Palestina. El KKL és encara avui la base de l'àmbit predial públic israelià. El model de propietat col·lectiva de les terres comprades (que no significa per força una gestió col·lectiva) serà el model dominant d'apropiació de la terra pels Jueus a Palestina.

El 1902, Theodor Herzl publica una novel·la d'anticipació Terra antiga, terra nova, on evoca la vida en el futur Estat i descriu el sionisme com «un lloc avançat de la civilització, una muralla d'Europa contra Àsia, que s'oposa a la barbàrie.»

#### L'opció territorialista - 1903-1905

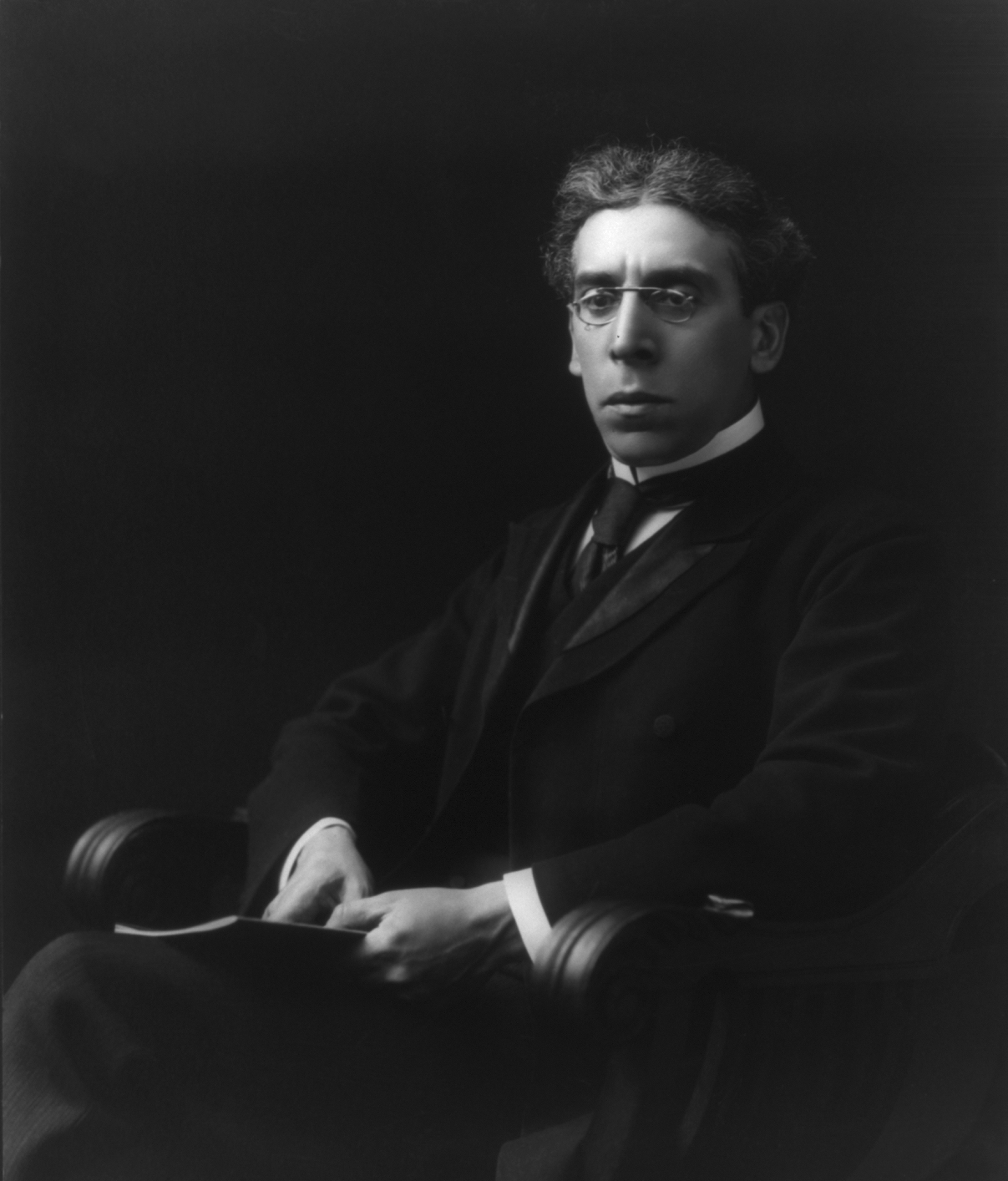
Israel Zangwill, principal líder dels territorialistes, el 1905.

Des de les premisses del sionista, Palestina era en el centre del projecte d'un Estat jueu. Però la hipòtesi palestina tenia una gran feblesa : Palestina formava part de l'Imperi Otomà, i aquest no tenia cap interès a «donar» Palestina als Jueus.
1903 és l'any dels terribles pogroms de Kixiniov. Aquests seran seguits per una sèrie d'altres pogroms fins a 1906. L'impacte al món occidental és gran, atès que els pogroms van ser sagnants.
Aquest impacte és una de les raons per a les quals el govern britànic de Joseph Chamberlain proposa el 1903 a Theodor Herzl donar a l'OSM una part d'Uganda de l'època (en l'actual Kenya), per crear-hi una "Llar nacional jueva".
Hostil a l'abandó de Palestina, el sisè congrés sionista de 1903 es divideix fortament. Una comissió és tanmateix enviada sobre el terreny.
El 1905, el setè congrés sionista se celebra a Basilea. S'hi va decidir de rebutjar definitivament la proposició d'Uganda, així com tota alternativa a Palestina.
Els «territorialistes», que volien de totes totes «un territori», consideren què refusar un Estat, onsevulla que sigui, és suïcida tenint en compte l'actitud dels Otomans. Els més decidits dels territorialistes (una petita minoria) efectuen una escissió. Creen l'«Organització jueva territorialista», conduïda per Israel Zangwill. L'organització no tindrà gaire èxit i entrarà en un ràpid declivi després de la Declaració Balfour de 1917, que la fa inútil. Serà dissolta el 1925.
Es pot veure en la qüestió territorialisme els començaments d'un debat que discutirà de manera recurrent el moviment sionista fins al començament del segle xxi: l'objectiu primer del sionisme és de crear un Estat per als Jueus (les fronteres del qual són, en suma, d'una importància relativa), o és crear un Estat imperativament a les fronteres bíbliques d'Eretz Israël ?
El període 1903-1905 no només va girar al voltant de la qüestió territorialista :
- L'any 1903 veu també la creació de l'Anglo-Palestine Bank (futur Banc Leumi LeIsrael).
- Theodor Herzl mor el 1904. David Wolffsohn (1856-1914), pren la direcció del moviment sionista.
- Sempre el 1904, el Comitè de la llengua hebraica (Va'ad Halashon) és creat per reforçar l'obra d'Eliezer Ben-Yehuda i fer la promoció de l'hebreu (i no de l'ídix o de l'alemany, com opinaven alguns que calia fer) com a llengua de la llar nacional jueva.

#### Els últims congressos abans de laPrimera Guerra Mundial
El 1907, se celebra a La Haia el vuitè congrés sionista. Veu oposar-se dues tendències, que existien des de fa diversos anys, però els debats de les quals s'endureixen en el moment d'aquest congrés. Fins llavors, la majoria de l'OSM s'havia mostrat reticent (com el mateix Herzl) de cara a la colonització de Palestina («sionisme pràctic»). 
 L'OSM considerava que calia una «carta», és a dir un estatut jurídic oficial (otomà o internacional) abans de començar una implantació jueva de massa. D'ací la prioritat donada a l'acció diplomàtica i el nom donat a aquest enfocament : «Sionisme polític». Chaim Weizmann es presenta, junt amb l'esquerra, com a partidari d'una acció més decidida sobre el terreny. L'oposició «practica» obté el 1907 un reforç de les accions a Palestina otomana, però l'orientació « política » fonamental de l'OSM no és posada en qüestió.
El 1909, se celebra a Hamburg el novè congrés sionista. Sionistes «pràctics» i « polítics » continuen en extrems oposats. Els segons continuen sent dominants.
El 1911, el desè congrés sionista se celebra a Basilea. Aquest congrés és important pel fet que modifica la política de l'organització. Les faccions «pràctiques» i « polítiques » arriben en efecte a un acord, i decideixen treballar cap a un sionisme « sintètic » actuant en les dues direccions. Concretament, s'ofereixen més mitjans per ajudar els pioners de la segona Aliyà.
El 1913, l'onzè congrés sionista se celebra a Viena.

### La Primera Guerra mundial

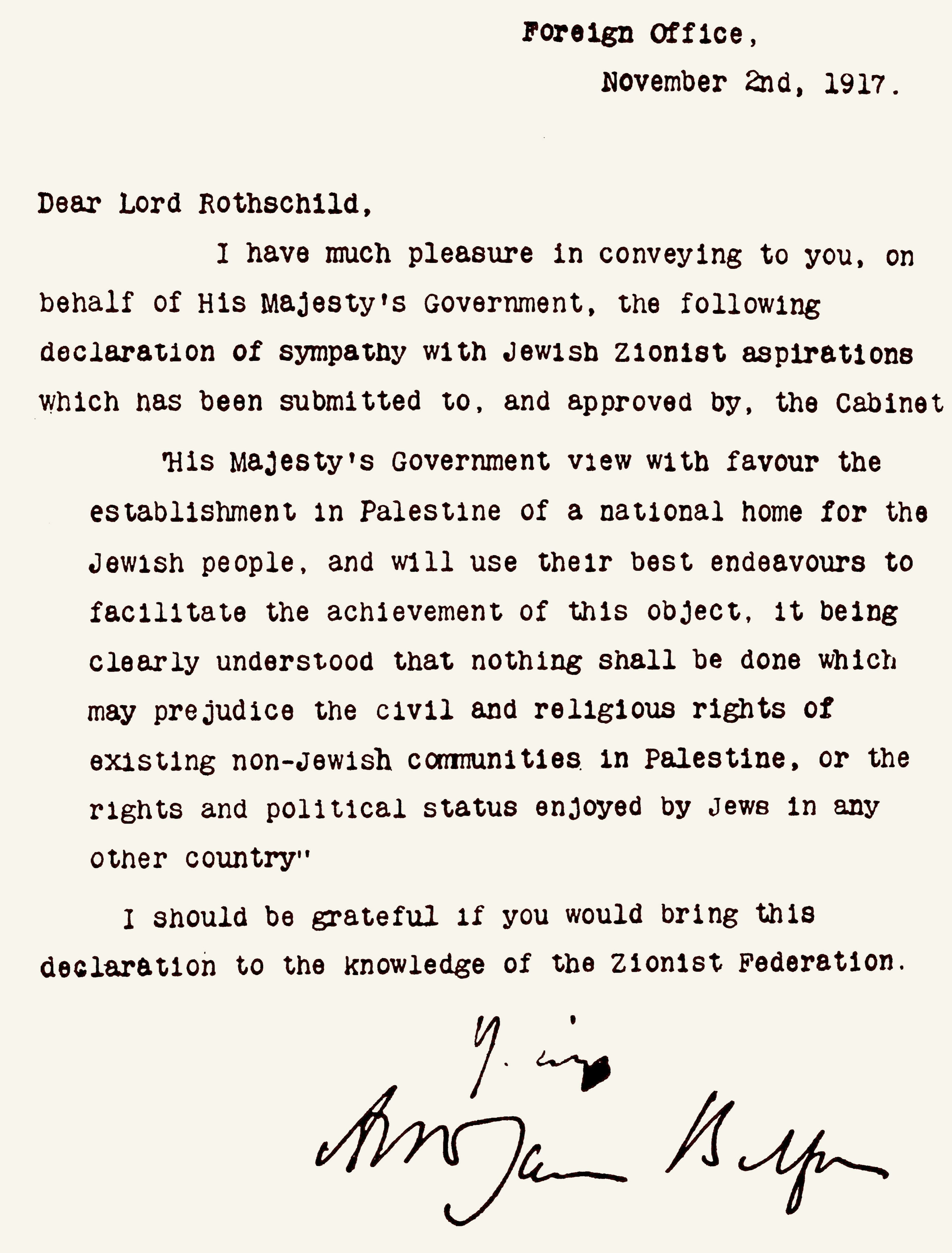
La declaració Balfour.

El 1914 comença la Primera Guerra Mundial. Tindrà un impacte decisiu sobre l'èxit del sionisme.
Els Otomans entren en guerra al costat d'Alemanya i d'Àustria i, per tant, contra França, el Regne Unit, Itàlia i l'imperi tsarista.
Cadascuna de les quatre potències oposades a l'Imperi Otomà té objectius territorials sobre aquest, de manera més o menys oficial:
- Els italians apunten a certes illes del mar Egeu.
- Els russos apunten a l'Estret dels Dardanels, la clau de pas de la mar Negra.
- Els francesos apunten al Líban i Síria, on són reconeguts des del segle xix com a potència protectora dels cristians.
- Els Britànics apunten a Palestina, la Mar Roja i el Golf Pèrsic. Es tracta entre altres coses, d'assegurar «la ruta de les Índies», que passa pel canal de Suez.

És en aquest marc, que l'acció sionista a favor de la creació d'una colònia de població a Palestina sota mandat d'una gran potència interessa el Regne Unit. Des de 1915, el líder sionista britànic, Haim (o Chaim) Weizmann, intenta convèncer la direcció britànica de l'interès per ella de sostenir la causa sionista, al principi sense gran èxit.
El 1916, els Acords secrets Sykes-Picot entre França i el Regne Unit divideixen l'Imperi Otomà en cas de victòria, i concedeixen al Regne Unit les zones que cobeja.
El 1917, Lord Balfour, representant el govern britànic, adreça a Lord Lionel Walter Rothschild una carta, la «Declaració Balfour», per la qual indica que el Regne Unit és favorable a l'establiment d'un « Llar nacional jueuva» a Palestina. Aquesta carta no és un compromís jurídicament vinculant, però representa un formidable encoratjament per al sionisme. La carta sembla haver tingut dos objectius: avançar a la constitució d'una colònia de població probritànica prop del canal de Suez, i fer-se amic dels Jueus americans, en un moment en què el Regne Unit intentava a qualsevol preu convèncer els Estats Units d'entrar en guerra a favor seu.
La declaració Balfour és en canvi mal rebuda al món àrab. Segons l'expressió d'Arthur Koestler, «una nació prometia solemnement a una segona nació el país d'una tercera ». També s'ha de fer notar que els Britànics ja havien promès a Hussein Ibn Ali, xerif de La Meca la creació d'un gran regne àrab unitari sobre l'Orient Mitjà. Es tractava d'obtenir la contribució militar dels nacionalistes àrabs per a la debilitació de l'Imperi Otomà (vegeu Lawrence d'Aràbia). La «declaració Balfour» entrava doncs en contradicció amb aquesta primera promesa.
A finals del 1917, perseguint les tropes otomanes en retirada, els britànics prenen possessió de Palestina (presa de Jerusalem l'11 de desembre de 1917). S'hi quedaran fins al 1948.

### La creació dels partits polítics
Després del primer congrés sionista de Basilea, es van organitzar ràpidament partits polítics sionistes o, com a mínim, corrents de pensament.

#### Els liberals

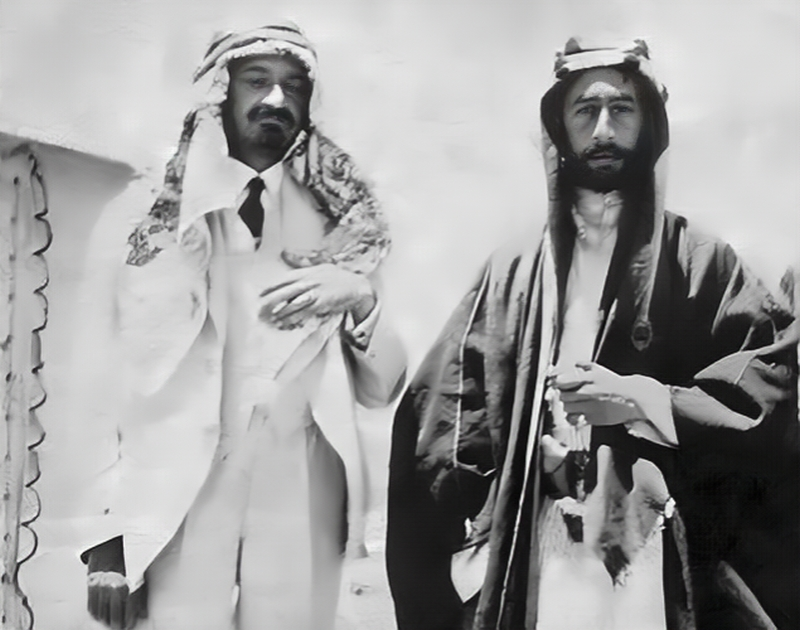
1918. L'emir Faisal I i Chaim Weizmann, un dels principals dirigents liberals (à l'esquerra, duu també una vestimenta àrab en senyal d'amistat).

Per bé que aquí ens ocupem dels partits polítics sionistes, cal dir que els liberals no formaran un verdader partit fins al 1922. Van existir tanmateix ben abans i van tenir una influència determinant sobre el naixement del sionisme.
El terme sionistes generals comença a ser utilitzat poc temps després de la creació de l'OSM, per designar un corrent de pensament que queda molt a prop de l'Organització sionista mundial que s'acaba de crear, i que es nega a estructurar-se en un partit específic, contràriament als corrents d'esquerra de l'època. Els «sionistes generals» són independents, poc interessats pels jocs dels partits i els grans debats ideològics. Es veu tanmateix molt aviat aparèixer associacions o «faccions», a través de les quals s'expressen. Continuen sent majoritaris en l'OSM fins als anys 1920. El 1922, diversos grups i faccions estableixen l'Organització dels sionistes generals.
Encara que reticents davant els debats ideològics, apel·len al liberalisme econòmic i polític. Atreuen sobretot la burgesia i les classes mitjanes de la diàspora, i més tard del Yixuv (la comunitat jueva a Palestina).
Són moderats, tant en matèria de nacionalisme com en matèria política.
Per molts aspectes (sobretot el seu pragmatisme, el seu fonament social burgès, les seves tries econòmiques i la seva insistència en l'acció diplomàtica), el «sionisme general» és el corrent de pensament més proper de Herzl. Chaim Weizmann, que obtindrà la declaració Balfour, era membre d'aquest corrent de pensament.
Sobre el front del sionisme pioner, a Palestina, al «sionisme general» li falten militants. Aquests són dominats clarament pels representants dels partits de l'esquerra sionista. Però en els congressos sionistes, els liberals seran dominants fins al volts de 1930.
Tenint en compte el seu fonament social més aviat burgès, la capacitat del «sionisme general» per recaptar fons per a la instal·lació dels Jueus a Palestina serà preciosa per al moviment sionista.

#### L'esquerra marxista

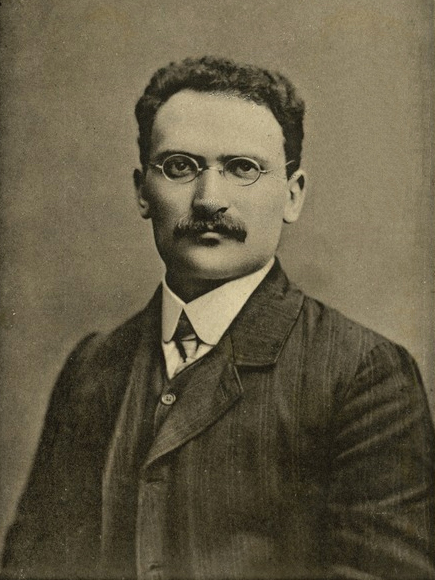
Ber Borochov, autor de la síntesi entre nacionalisme jueu i marxisme.

El 1905-1906, el Poalé Tsiyyon («l'obrer de Sion») és fundat sobre la base d'associacions Poalé Tsiyyon que existien des d'algun temps a Europa oriental i als Estats Units. Aquest partit marxista atreu a ell els militants de l'esquerra nacionalista decebuts pel rebuig del sionisme pel Bund («Unió general dels treballadors jueus»), partit marxista d'Europa oriental, fundat en 1897.
El dirigent del nou partit és un intel·lectual nascut a Ucraïna tsarista, Dov-Ber Berochov (1881-1917). Aquest realitza la síntesi entre el marxisme i el nacionalisme jueu. En la seva òptica, l'única opressió no és l'opressió de classes, i l'únic motor de la història no és doncs la lluita de classes. L'opressió nacional i, per tant, les lluites d'alliberament nacional, poden ser també poderosos motors de l'evolució històrica.
El Poalé Tsiyyon crítica dos aspectes del sionisme d'Herzl :
- la insistència d'aquest últim en l'acció diplomàtica. Sense excloure aquesta, el Poalé Tsiyyon considera que hi ha d'haver un sionisme dels fets, centrat sobre la colonització jueva de Palestina, sense esperar el suport o l'acord de les grans potències.
- l'acceptació per Herzl de l'ordre social establert. El Poalé Tsiyyon creu que cal dur a terme la lluita d'alliberament nacional i la lluita d'emancipació social al mateix temps. Són els treballadors jueus els que crearan l'Estat jueu, i no els diplomàtics ni els burgesos.

A la pràctica, el Poalé Tsiyyon és plenament integrat a l'Organització sionista mundial (OSM). Entre la lluita de classes i la lluita nacional, al final farà passar sempre en primer lloc la lluita nacional, recercant per a això l'aliança de les altres faccions sionistes, incloent-hi els «burgesos» dels sionistes generals. De fet, més enllà de la seva ideologia, el Poalé Tsiyyon apareix progressivament com un partit reformista, i un dels dos principals orígens de l'actual partit laborista israelià.
David Ben-Gurion s'incorpora a un grup local de Poalé Tsiyyon el 1904. El 1906, van ser formades branques del partit a diversos països, entre els quals Àustria i sobretot Palestina.
En els anys següents a la fundació del partit, aquest coneixerà diverses escissions, essencialment aquella del Poalé Tsiyyon Esquerra, nou partit basat sobre els mateixos principis ideològics, però que reclama una pràctica més autènticament revolucionària, menys reformista.
Tant el Poalé Tsiyyon com el Poalé Tsiyyon Esquerra participaran en la revolució de 1917. Un bon nombre de membres del Poalé Tsiyyon Esquerra s'adheriran d'altra banda al partit bolxevic després d'aquesta data. Se'n tornaran a veure alguns a Palestina, com agents de la IIIa internacional.
El Poalé Tsiyyon Esquerra és igualment un dels orígens del futur gran partit de l'extrema esquerra sionista, el Mapam, que esdevindrà més tard l'actual Mérets.

#### L'esquerra no marxista

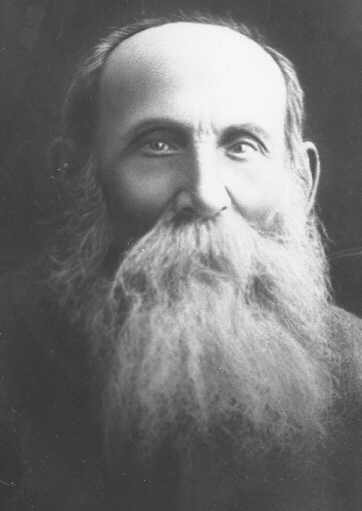
Aharon David Gordon.

El partit ha-Poel ha-Tsaïr («jove treballador») és format el 1905 per Aharon David Gordon. La ideologia és àmpliament inspirada en el socialisme populista rus i en l'obra de Tolstoi. L'objectiu és de crear un socialisme agrícola, molt marcat per l'antiautoritarisme, i fins i tot per l'anarquisme. La lluita de classes és considerada com perillosa des del punt de vista de la construcció d'una llar nacional jueva.
Els punts comuns són tanmateix nombrosos amb el Poalé Tsiyyon : es tracta de crear un Estat dels treballadors, en una òptica progressista, sense trencar amb les tendències més conservadores del moviment sionista. L'afecte pel sionisme pioner, sobretot interessat per les realitzacions concretes, és particularment igualment desenvolupat.
Cal fer notar que els quibuts, comunitats rurals col·lectivistes i influenciades per l'anarquisme (cap o poques eleccions, direcció per l'assemblea general) són, al principi, un projecte polític i social del ha-Poel ha-Tsaïr. El primer prequibuts serà fundat el 1909.

#### El nacionalisme religiós

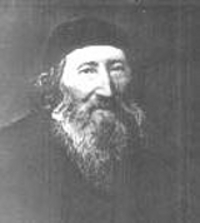
Rav Kalischer, un dels primers autors religiosos que prediquen l'estat jueu.

Els rabins ortodoxos eren hostils al sionisme, perquè consideraven majoritàriament que Déu havia determinat la dispersió del poble jueu, en càstig dels seus pecats. Sols Déu, per l'intermediari del Messies, podia doncs restaurar Israel. Tota temptativa anticipada era no només consagrada al fracàs, sinó que amenaçava d'atreure la còlera divina. A aquesta hostilitat teològica s'afegia també una hostilitat cap al laïcisme de vegades agressiu (sobretot a l'esquerra) dels sionistes.
Tanmateix, des dels anys 1840, va aparèixer un corrent minoritari ha aparegut dins els religiosos asquenazites d'Europa oriental. Per aquest corrent, és al contrari una ordre divína per als Jueus d'instal·lar-se en terra santa. Seguir aquesta ordre podria fins i tot accelerar la tornada del Messies.
En 1891, una associació sionista religiosa, el Mizrahí (oriental), és formada sobre la base d'aquestes idees. Donarà a llum el 1902 a un verdader partit polític que durà el mateix nom. Aquest partit és normalment conegut com a "Partit Nacional Religiós", o PNR (MAFDAL, segons el seu acrònim hebreu).
El PNR és al principi un partit bastant moderat, punt de trobada entre modernitat i tradició. És clarament molt minoritari en un moviment sionista que és ell mateix bastant minoritari al món jueu occidental, i més encara al món jueu oriental.

#### Els no-sionistes

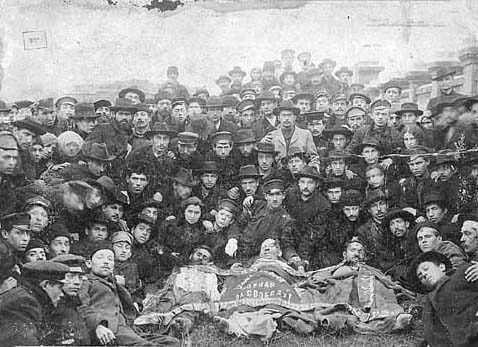
Membres del Bund vigilant el cos de tres dels seus camarades, morts a Odessa durant la revolució de 1905.

En el moment d'aquesta època formativa del sionisme, altres partits polítics atreuen militants jueus, de vegades en el marc de moviments específicament jueus. Aquests moviments tindran debats, conflictes i de vegades fins i tot dels acords parcials amb els sionistes.
- Aguddat Yisrael: és un partit polític jueu fundat el 1912 a Katowice (Polònia actual, en aquell temps Imperi Rus) com a braç polític del judaisme ortodox.[16] Existeix avui en tant que partit polític a Israel. Era en els seus orígens molt vigorosament antisionista.
- El Bund (Unió general de treballadors jueus) : fundat en 1897, defensa els treballadors jueus i apunta a una autonomia cultural i política, però no territorial, dels jueus a Europa oriental, en el marc d'una futura societat socialista. Practica una forma de nacionalisme atenuat, però no és sionista, ja que considera que els Jueus tenen dret a un futur al si del seu país d'origen.
- Hom troba, finalment, militants jueus en nombrosos partits a Europa, sobretot a l'esquerra.

#### Els partits polítics sionistes: síntesi
Hom troba tres grans famílies:
- un sionisme d'esquerra, marxista o no marxista, que serà dominant a Palestina (després a Israel) des del començament del segle fins a 1977, i que ha marcat profundament la història del sionisme i d'Israel.
- un sionisme de dreta moderat, liberal, en aquell temps bastant poc influent a Terra Santa, però més important en la diàspora, i dominant l'Organització sionista mundial.
- Un sionisme religiós, en aquell temps poc influent i bastant moderat.

Aquests partits són, en aquell temps, encara minoritaris al si del judaisme occidental, però influencien gràcies als seus militants un nombre creixent de jueus. Són (sobretot à l'esquerra) els actors fonamentals del sionisme sobre el terreny (en Palestina i en diàspora), més que l'Organització sionista mundial que es concentra progressivament en l'acció diplomàtica i institucional.

### La immigració
De 1903 a 1906, la Rússia tsarista coneix una onada de pogroms particularment violents i traumatitzants, així com d'importants trastorns polítics deguts a la guerra russojaponesa (perduda per Rússia) i a la revolució fallida de 1905.
Tot i que els pogroms de 1881 havien fet néixer els Amants de Sion i provocat una primera aliyyà, els pogroms de 1903-1906 acceleren el naixement dels partits polítics sionistes, i provoquen una gran onada d'emigració. Són prop d'un milió els jueus que se'n van de l'imperi tsarista entre 1903 i 1914. Entre 30.000 i 40.000 aniran cap a la terra santa : és la segona aliyyà.
Joves, de tendència fortament esquerrana, molt ben organitzats, marcaran en profunditat el Yixuv. La majoria dels dirigents sionistes de Palestina fins als anys 1950 seran procedents dels seus rangs. Es poden així citar David Ben-Gurion (emigrat el 1906) i Yitshaq ben Tseví.

### Fets notables
El 1906, el primer liceu hebraic és fundat a Jaffa i l'Acadèmia Bezalel d'Art i Disseny a Jerusalem.
El 1909, una petita vila jueva prop de Jaffa és fundada i es farà la ciutat nova de Tel-Aviv. El quibuts Deganyà Alef, la «mare dels quibbutsim», és fundat el mateix any. Es produeixen també incidents entre Jueus i àrabs en Galilea, que porten a la creació de la primera milícia jueva, el ha-Xomer (« la guàrdia »). A la ciutat de Jerusalem, la relació entre sefardites i asquenazites s'inverteix a conseqüència de la immigració sionista, gairebé completament asquenzazita.
El 1914, quan l'Imperi Otomà entra en guerra, el Yixuv, la comunitat jueva de Palestina, compta aproximadament amb 85.000 persones sobre una població total de 725.000 habitants, o sigui el 12% de la població total.
La Primera Guerra Mundial afebleix considerablement el Yixuv. Els ciutadans de les potències en guerra contra l'Imperi Otomà, en particular els russos, són arrestats o són expulsats. Ara bé, els immigrants jueus són sovint d'origen rus. En el moment de l'arribada dels britànics, la població jueva no depassa les 56.000 ànimes. Però augmenta molt de pressa a 83.000 persones a finals de 1918, gràcies al ràpid retorn dels expulsats.

### El període 1897-1918: síntesi
El període 1897-1918 va ser decisiu per al moviment sionista. Una organització mundial (de fet sobretot europea i nord-americana) va veure la llum del dia. Té els seus bancs, els seus diplomàtics i els seus partits polítics.
L'oposició entre un sionisme pioner i un sionisme diplomàtic va continuar sent al final essencialment teòrica. El sionisme pioner va començar a crear un estat de fet sobre el terreny, i el sionisme diplomàtic (sovint dit «sionisme polític») va obtenir un èxit immens, obtenint del Regne Unit la promesa d'una « Llar nacional per als Jueus a Palestina».
La reacció àrab és encara poc important, però es comença a expressar. Per als àrabs de Palestina, en particular, l'oposició al que la terra on viuen sigui donada a altres és molt forta, i el temor d'una expropiació creix.

## La Llar nacional jueva - 1919-1947
Aquest període precedeix la creació de l'Estat d'Israel. A la pràctica, el període 1919-1947 permet la creació d'un proto-Estat jueu sobre el lloc dels territoris israelo-palestins, amb el seu govern, el seu parlament, la seva administració, la seva policia, el seu exèrcit, la seva diplomàcia, la seva població, el seu sistema econòmic, els seus partits. El 1947, la decisió de l'ONU de crear l'Estat d'Israel validarà àmpliament un estat de fet preexistent.

### El mandat de l'SDN

La llar nacional jueva a les seves primeres fronteres (1920)

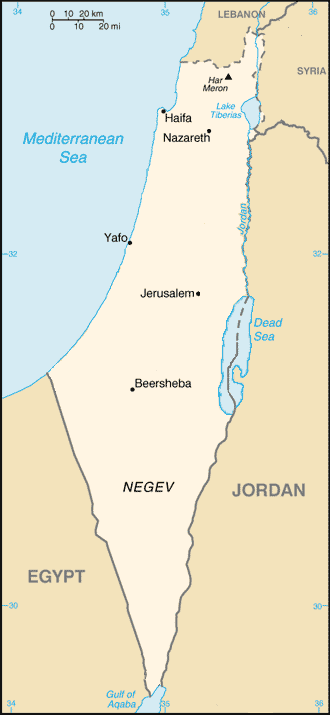
La llar nacional jueva a les seves fronteres després de 1922

Amb la Declaració Balfour de 1917, el Regne Unit havia promès l'establiment d'una llar nacional jueva a Palestina. Però calia ara per als sionistes fer oficialitzar aquesta promesa. El febrer de 1919, els representants sionistes a la conferència de la pau de París demanen doncs la concessió d'un mandat sobre Palestina a benefici del Regne Unit, del qual apareixen com els aliats privilegiats. Les potències aliades s'avenen a aquesta tria en el moment de la Conferència de San Remo, l'abril de 1920. El mandat britànic és oficialitzat per la Societat de Nacions (SDN) el juliol de 1922.
El mandat indica que el Regne Unit ha de col·locar el país en condicions polítiques, administratives i econòmiques que permetran l'establiment d'una llar nacional jueva i el desenvolupament d'institucions d'autogovern». Ha de facilitar igualment l'immigració jueva i encoratjar la instal·lació compacta dels Jueus sobre les terres».
El mandat precisa manera molt més ambigua del que el mandatari ha de vetllar per la preservació drets civils i religiosos de la població àrab (no es parla de «drets polítics»). Aquesta diferència de tractament serà fortament criticada pels líders àrabs palestins, ja sia pels radicals reagrupats al voltant del muftí, Amin al-Husayni, o pels moderats reagrupats principalment al voltant de la família Nashashibi.

### La formació de l'Agència jueva
El mandat de la SDN preveu crear un sistema polític «autònom» a càrrec dels jueus. Els britànics es reserven les competències militars i les decisions fonamentals sota l'autoritat d'un «alt comissari». N'hi haurà set entre 1920 i 1948. El primer d'ells és Sir Herbert Samuel, un jueu però també un simpatitzant sionista.
El sistema polític en la comunitat jueva serà organitzat al voltant d'una assemblea escollida, Assefat ha-nivharim, amb una forma restringida de «poder legislatiu», i d'una « Agència jueva» a càrrec del poder executiu. Les primeres eleccions a l'Assefat ha-nivharim tenen lloc el 1920. L'Agència jueva és formada el 1922, com una senzilla branca de l'OSM. S'hi troba també un Consell Nacional (Vaad Leümí) sobretot administratiu, que s'ocupa de l'educació, de les autoritats locals, dels assumptes socials i de la salut.
El poder de l'Assemblea jueva és bastant limitat, i tindrà poca influència real fins a la creació d'Israel el 1948, quan signa la seva substitució per la Kenésset. És de fet l'Agència jueva qui concentrarà els poders al si del Yixuv, particularment en el nou Yixuv sionista. Esdevindrà progressivament un verdader aparell estatal.
L'Agència jueva veurà créixer la seva influència el 1929, al 16è congrés sionista, quan pren la seva autonomia de l'OSM i quan els jueus religiosos no sionistes accepten col·laborar amb ella. No es tractava per a aquests últims de crear un estat jueu, sinó de trobar una terra d'acollida als nombrosos jueus que intentaven anar-se'n d'Europa central i oriental, empesos per la pujada de l'antisemitisme. Malgrat aquest límit, es tracta d'un canvi apreciable dins el fort rebuig del sionisme que sostenia aquest corrent de pensament. No es tracta d'una adhesió ideològica, sinó del començament d'un moviment d'acceptació d'un Estat jueu.
S'ha d'assenyalar que l'Agència jueva es va dotar ràpidament d'un braç armat : la Haganà. Aquesta és formada de manera inicial a Jerusalem el 1920, després d'aixecaments antijueus. És generalitzada per l'Agència jueva al començament dels anys 1920 en tant que milícia encarregada de defensar el Yixuv contra eventuals atacs àrabs. La Haganà no és reconeguda per la potència mandatària, i les relacions entre aquesta i la milícia jueva oscil·laran segons les èpoques, des de la indiferència a la repressió, passant per l'aliança (durant la «Gran Revolta Àrab»).

### El rebuig àrab a la implicació institucional i al mandat

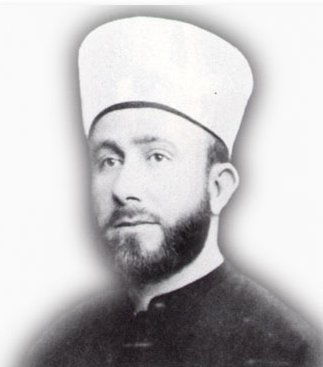
Amin al-Husayni, gran muftí de Jerusalem i president de l'Alt Comitè Àrab.

Els britànics proposaran als representants de la comunitat àrab de crear igualment una «Agència» per representar la seva comunitat. Però aquests dirigents ho refusaran, considerant que hi hauria hagut allà un reconeixement del mandat prosionista de l'SDN i de la seva validesa.
Aquest rebut va limitar sens dubte les possibilitats d'acció dels nacionalistes àrabs a Palestina (el nacionalisme palestí específic és encara en formació). Però tindrà també com a conseqüència inquietar la direcció britànica.
Sense discutir directament la presència britànica, els dirigents àrabs de Palestina discuteixen vigorosament els termes del mandat, que preveuen el reforç indefinit de la presència sionista a Palestina. Aquesta actitud és sostinguda pels nacionalistes àrabs de l'Orient Mitjà. Des dels primers aixecaments de 1920, els britànics s'adonen que la seva política prosionista s'arrisca a afectar els seus interessos mitjà-orientals. El 1922, un «Llibre blanc» britànic (sota la direcció de Winston Churchill, llavors secretari a les colònies) proposa de limitar la immigració jueva. N'hi haurà altres a mesura que es produeixi l'enduriment de les oposicions. Tanmateix, fins a 1939, el Regne Unit continuarà autoritzant una àmplia immigració jueva.
L'oposició creixent dels àrabs porta tanmateix els Britànics a revisar el territori de la «Llar Nacional Jueva». Aquest havia de comprendre al començament els territoris del que avui s'anomena: Israel (sense l'Golan), la Gaza, Cisjordània i Jordània.
Però el 1922, és decidit de separar el territori que formarà l'actual Jordània (en aquell temps «Emirat de Transjordània». És a la vegada una decisió destinada a tranquil·litzar els nacionalistes àrabs, i un gest a favor de la família dels Haiximites (un dels fills dels quals, Abdallah, rep l'emirat). Encara que reticent, l'Organització sionista mundial accepta aquesta separació.

### La immigració jueva
La gran majoria dels sionistes (s'anoten algunes excepcions, com la d'Ahad Haam) considera després de 1922 i l'obtenció del mandat que el sionisme té mentrestant dos objectius concrets: construir institucions nacionals i fomentar la immigració jueva.
La població jueva passa de 83.000 persones al final de 1918, a 164.000 el 1930, després a 463.000 el 1940 i a 650.000 en el moment que es vota la creació d'Israel el 1947. El creixement ve de la immigració, però també d'una forta natalitat. Durant aquest període, la població àrab es dobla, i passa de 660.000 a 1.200.000.
Com per a les dues primeres aliyyà (1881-1902 i 1903-1914), són els disturbis antisemites a Europa els que van marcar el ritme de les onades d'emigració fora d'Europa, cap a Amèrica, l'Europa occidental, i cada vegada més Palestina.
La tercera aliyyà (1919-1923) està vinculada als aldarulls i guerres civils que segueixen a la Primera Guerra mundial i la revolució bolxevic a Europa oriental. Són 35.000 persones, sobretot gent jove amb conviccions sionistes-socialistes. Seran a l'origen, el 1921, del primer verdader quibuts (Ein Harod, una granja col·lectivista) i del primer moixav (Nahalal, una granja cooperativa).
La quarta aliyyà (1924-1928) mena a Palestina 80.000 immigrants bastant diferents. Són majoritàriament polonesos membres de les classes mitjanes, fets fora per les mesures econòmiques antijueves del govern de Varsòvia. Tot i que molts donaran suport a l'esquerra, d'altres, més conservadors, aniran cap als sionistes generals, els revisionistes de dreta (vegeu davall), fins i tot els sionistes religiosos. La quarta aliyyà arrossega un desenvolupament urbà (aquests immigrants són poc interessats per les comunitats rurals dels pioners sionistes - socialistes), del comerç, de l'artesanat. El 1924, el Technion (universitat tècnica) és fundat a Haifa després el 1925, la Universitat Hebrea de Jerusalem obre sobre el Mont Scopus. Però aquesta onada d'immigració comporta també un desequilibri entre les capacitats econòmiques del país i l'afluència de poblacions noves. Aquest desequilibri té com a conseqüència un atur important. La crisi és severa i dura de 1926 a 1929, comportant un fenomen de sortida d'alguns dels nous immigrants.
La cinquena aliyyà (1929-1939) contempla la immigració de 180.000 jueus. Venen d'Europa oriental, on s'estructuren dels règims nacionalistes autoritaris més o menys antisemites. 40.000 provenen d'Alemanya i d'Àustria, on els Nazis acaben de prendre el poder. Hi ha fins i tot un Acord Haavara («transferència») decidit entre l'Organització sionista i el Tercer Reich el 1933, i actiu fins a el 1938. Aquest acord provoca d'altra banda enfrontaments entre les «pragmàtiques» com Ben-Gurion, que volen dirigir un màxim de jueus i de capitals (30 milions de dòlars són així transferits) a Palestina, i els que s'oposen a tot contacte amb els Nazis. La cinquena aliyyà és particularment important, no només perquè és la més forta d'un punt de vista demogràfic, però també perquè aporta una població relativament rica, educada, que permetrà una notable modernització de l'estructura econòmica del Yixuv. Aquesta immigració és igualment socialment i econòmicament més conservadora que la tercera alya. Es pot finalment esmentar que dels 180.000 immigrants, aproximadament 15.000 són il·legals, portats al país a partir de 1934 sense passar per l'Agència jueva i el control britànic. En efecte, les quotes britàniques d'immigració, encara que amples, es fan insuficients per a les demandes. Aquesta immigració il·legal, que suscita les reserves de l'Agència jueva que no vol problemes amb els britànics, és a la vegada organitzada per l'esquerra qibutznik (els habitants dels quibuts i pels activistes de la dreta revisionista. El 1936, l'operació «Homà u-migdal» (muralles i voltes) comença. Es tracta d'una empresa d'implantacions sorpreses que aconsegueixen, de 1936 a 1939, de crear 51 noves localitats, cadascuna en una sola nit, en un context d'enfrontament amb els àrabs.
A partir de 1939, els britànics redueixen fortament el nombre dels visats atorgats als Jueus que volen anar a Palestina, llavors fins i tot quan la pressió sobre els jueus d'Europa es fa insostenible amb el desencadenament de la Segona Guerra mundial, i sobretot amb el començament del Genocidi dels jueus el 1941- 1942.
La immigració de 1939 a 1947 és des de llavors àmpliament il·legal. Comprèn aproximadament 80.000 persones que fugen d'Europa. La majoria venen en l'immediat postguerra i són supervivents del genocidi que intenten d'evitar el bloqueig britànic. Els que fracassen són col·locats en camps de retenció, a Alemanya o a Xipre, la qual cosa provoca un sentiment de solidaritat al món occidental. L'Agència jueva utilitzarà d'altra banda aquest sentiment per organitzar una doble immigració : d'una banda una immigració totalment clandestina, i de l'altra, temptatives obertes de forçar el bloqueig britànic. Aquestes últimes temptatives, que desembocaran generalment en una inspecció britànica, apuntaven a formular públicament la qüestió de la immigració jueva. La més coneguda d'aquestes temptatives d'immigració il·legal però no verdaderament clandestina és la del vaixell mercant Exodus, un vaixell que transportava 4.500 immigrants il·legals, que va ser il·legalment inspeccionat per la marina britànica a les aigües internacionals. És en part aquesta crisi dels refugiats de 1946-1947 que explica la creació de l'Estat jueu per l'ONU el 1947.
Al final, la immigració va ser forta entre 1918 i 1947. Va incloure sobretot jueus europeus. Per això, els Sefardites no representen en 1947 més que 20% dels jueus del Yixuv.

### L'escissió delssionistes revisionistes(1925-1935)

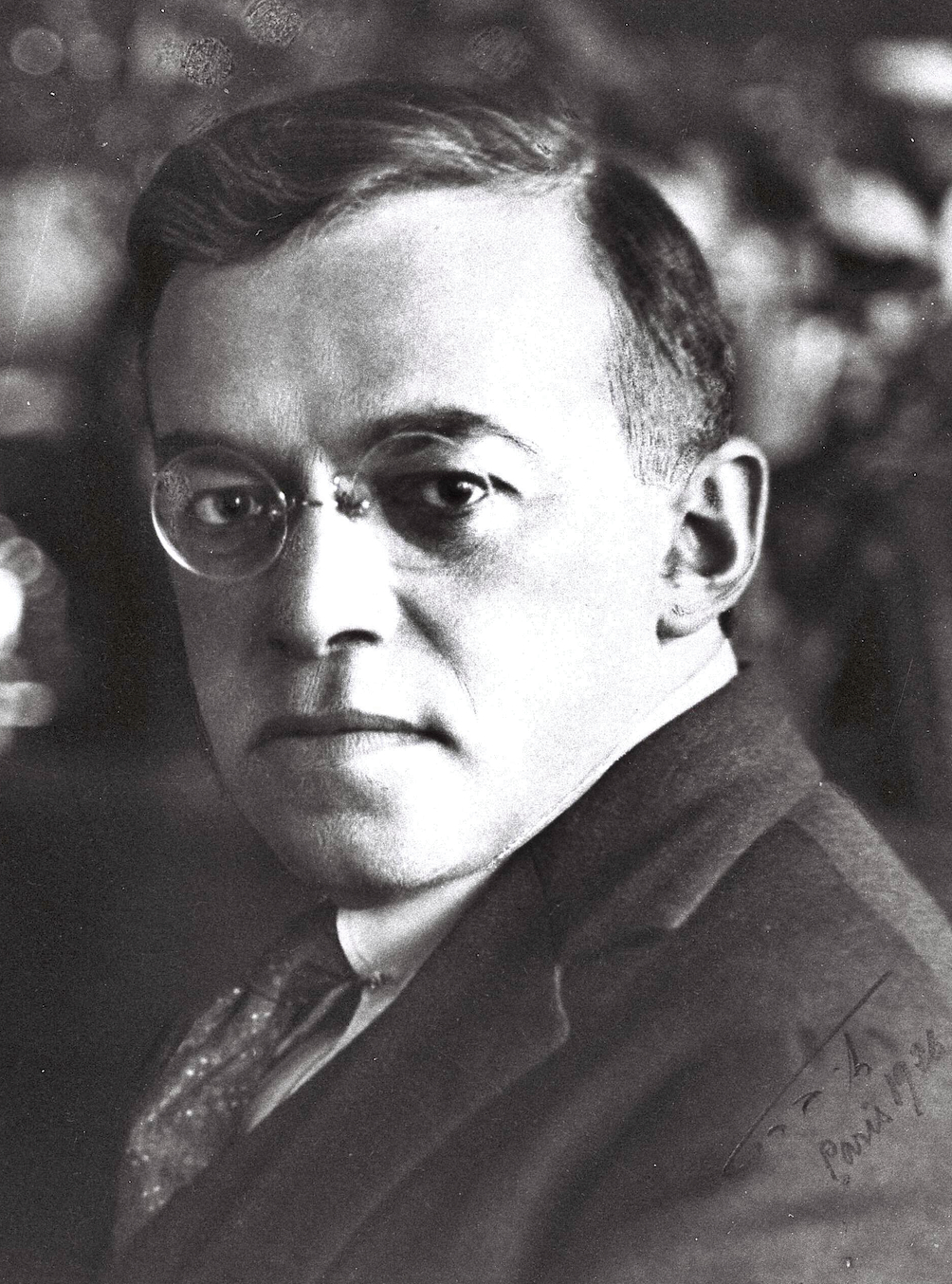
Zeev Vladimir Jabotinsky, el cap dels revisionistes.

La dreta sionista, d'altra banda bastant centrista, era dominada des de la fundació de l'OSM pels sionistes generals.
En els anys 1920, es comprova la radicalització d'una nova dreta nacionalista. Aquesta evolució és una traducció en els mitjans jueus d'una tendència a la radicalització nacionalista en molts partits de dretes europeus de l'època. Aquesta radicalització està vinculada a les discussions de les noves fronteres procedents de la Primera Guerra mundial i al xoc de la revolució bolxevic.
En tant que ideologia d'origen europeu, el sionisme sempre ha estat influenciat per les evolucions polítiques del seu mitjà d'origen, com ara els corrents liberals o d'esquerra. I també per la dreta del tauler polític.
Més específicament, l'aparició del partit revisionista està vinculada a dos elements:
- El rebuig del bolxevisme i, més enllà, de les ideologies d'esquerra que s'imposen amb força en el nou Yixuv. Els revisionistes acusaran molt de temps l'esquerra sionista de ser constituïda per cripto-bolxevics.
- El rebuig a la divisió d'Eretz Israel, és a dir la creació de l'emirat dels haiximites de Transjordània (actual Jordània).

A la Bíblia, certes regions a l'est del Jordà són el territori de tribus d'Israel. Per als nacionalistes intransigents (d'altra banda més aviat laics en aquell temps), és per tant una terra que ha de tornar als jueus.
Zeev Jabotinsky (1880-1940), un líder sionista nascut a Odessa (imperi tsarista), refusa aquesta «divisió». Discuteix també l'acceptació per l'OSM del mandat de la SDN. En efecte, el mandat parla d'una «Llar Nacional Jueva» però no d'un Estat independent, el que és insuficient per a Jabotinsky. Però en aquest estadi de la presència jueva a Palestina, l'OSM i l'Agència jueva consideren inadequat i prematur d'anar més lluny. Així, el 1931, el dissetè congrés sionista es nega encara a posicionar-se oficialment a favor d'un Estat jueu independent.
Després de l'assumpte Símon Petliura, Jabotinsky dimiteix del seu lloc en la direcció de l'OSM al començament 1923 i organitza una federació independent que vol «revisar» el sionisme. Reclama una immigració més àmplia, la constitució d'una «brigada jueva» encarregada de defensar Eretz Israel i l'autodeterminació, és a dir la independència.
El 1925, crea formalment la «Unió mundial dels sionistes revisionistes», que tindrà la seva seu a París.
El partit revisionista es posicionarà llavors com el representant d'una dreta nacionalista intransigent. El partit revisionista té una organització de joventut, el Betar, encara més radical. Aquest últim reprèn certes formes dels moviments feixistes: uniforme, culte al cap, entrenament paramilitar, però sense adherir-se oficialment al feixisme.
Ràpidament, l'odi domina les relacions amb l'esquerra sionista. Per ambdues bandes es produeix una increïble violència verbal. Ben-Gurion sobrenomena Jabotinsky en els anys 1930 «Vladimir Hitler» i l'acusa de ser un feixista. Pel seu costat, els revisionistes consideren amb molt de gust els laboristes del Mapai (unificat el 1930) com perillosos comunistes, i els membres del Betar fan de vegades intervencions violentes en les reunions d'esquerra.

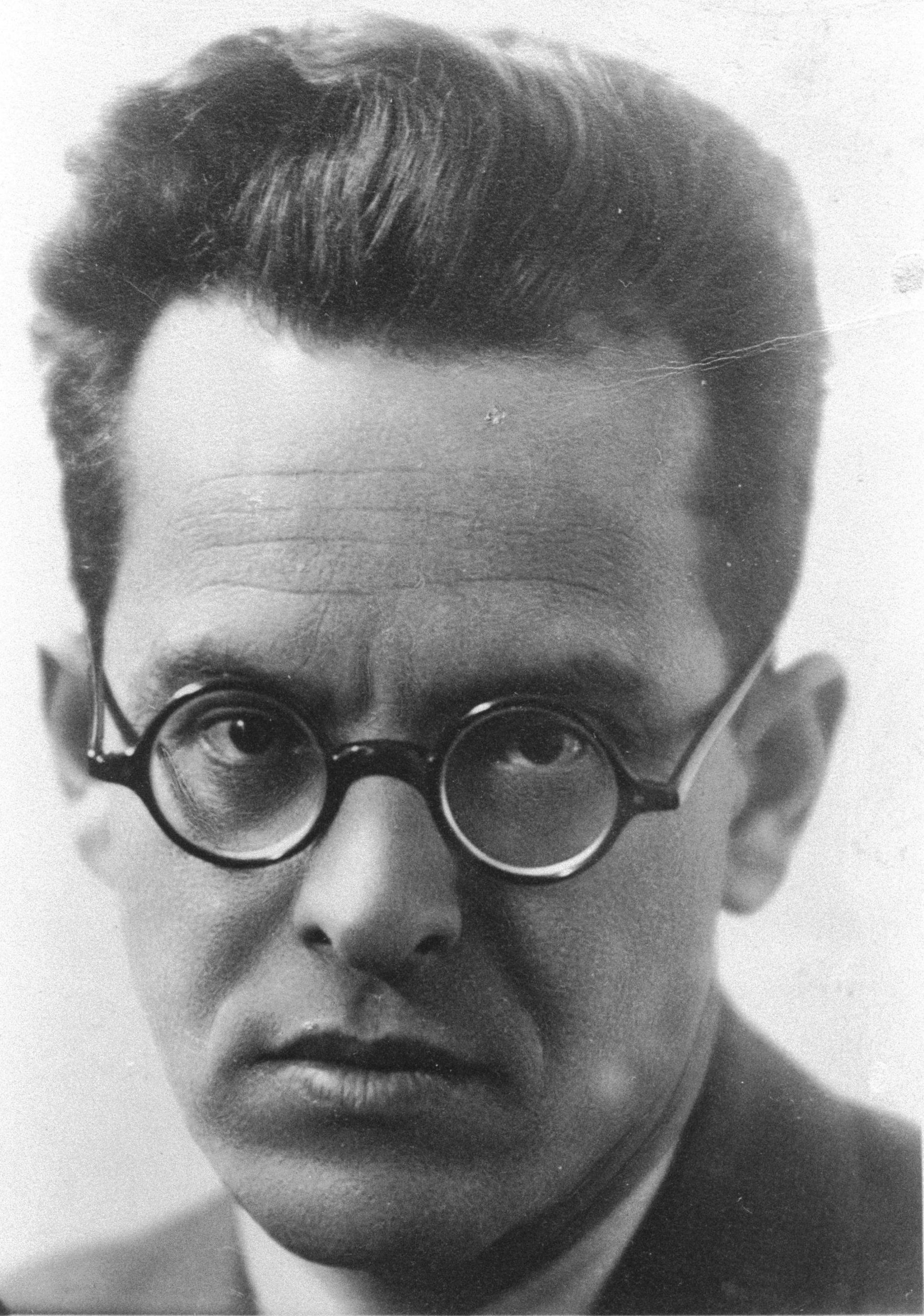
Abba Ahiméir, un dels caps de l'extrema dreta revisionista el 1932.

A la pràctica, l'esquerra sionista és compromesa en un procés de social-democratització bastant ràpid, ben lluny del comunisme. El revisionisme no arriba per la seva part fins al feixisme. Es pot tanmateix comprovar que amb els laboristes, una ala esquerra anticapitalista fins i tot prosoviètica existeix, i que simpatitzants feixistes proclamats operen sobre l'ala dreta del partit revisionista (Brit Ha'birionim sota l'autoritat d'Abba Ahiméir). Tot negant-se a seguir-los, Jabotinsky es nega també a rompre-hi. El 1933, es veu igual Abba Ahiméir aprovar certs aspectes del nazisme (en particular «la polpa antimarxista», segons la seva expressió), per anticomunisme. Aquesta sortida provoca en canvi el furor de Jabotinsky, molt inquiet davant la pujada del nazisme.
El 1935, els revisionistes fan un pas de més en la seva crítica de les institucions sionistes, i decideixen deixar l'OSM a conseqüència del rebuig a aquesta de reivindicar oficialment un Estat jueu. Més enllà de la divergència ideològica ben real, les relacions amb l'esquerra (qui havia pres el control de l'OSM el 1933) s'havien fet tan dolentes que una col·laboració era molt difícil.

### La presa de poder pels laboristes (1931-1933)

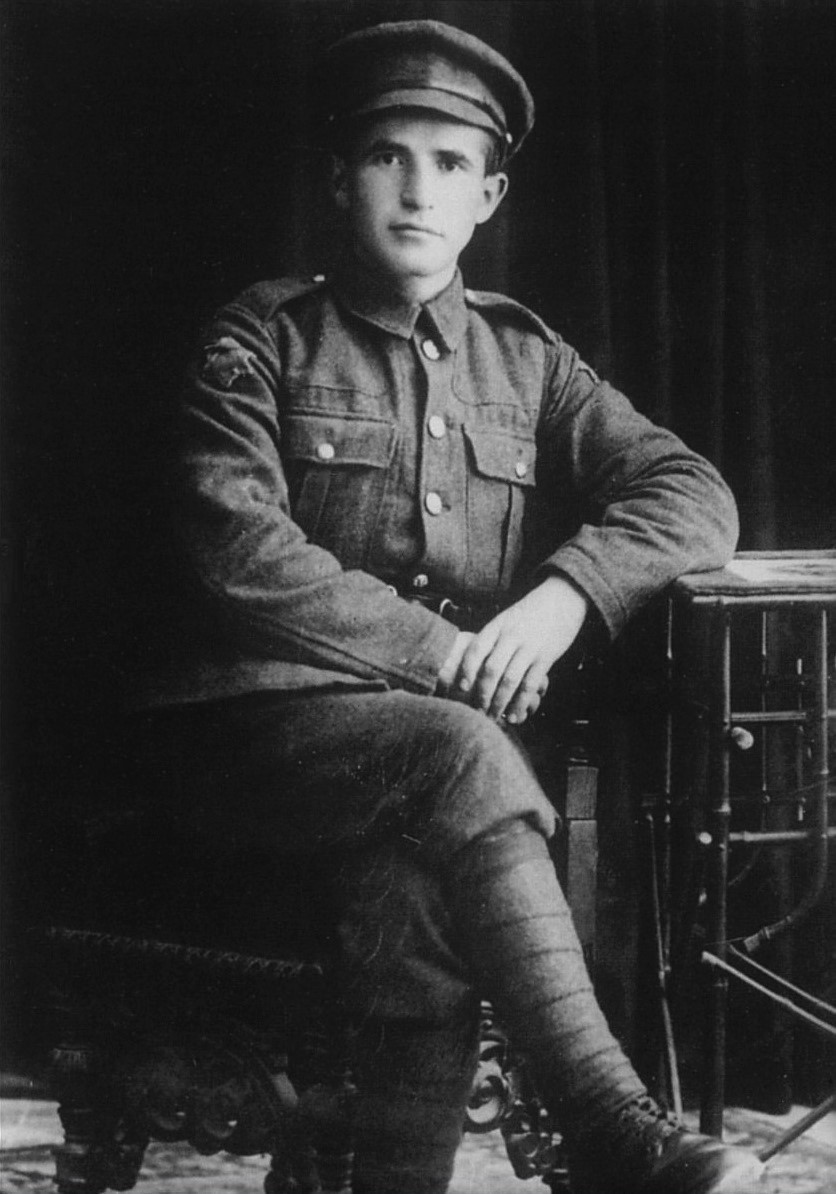
David Ben-Gurion el 1918.

El 1919, el Poale Zion va canviar de nom i va esdevenir l'Ahdut ha-Avodà. El 1930, es fusiona amb el Ha'poel Hatsair, el gran partit de l'esquerra no marxista, per formar el partit laborista Mapai (Partit obrer d'Eretz Israel).
Aquesta fusió de l'esquerra moderada dona un pes polític particularment important a l'esquerra sionista, que és ara la fracció política més important al si de la comunitat jueva a Palestina.
El 1931, els diferents corrents sionistes - socialistes (sobretot el Mapai, però també els petits partits de l'extrema esquerra sionista) obtenen un 42% dels sufragis.
El 1933, amb el suport dels liberals de Chaim Weizmann, els laboristes prenen el poder al si de l'OSM.
L'home clau de l'època és David Ben-Gurion. És el líder del Mapai, el president de l'Agència jueva (l'executiu sionista a Palestina) i el secretari general de l'Histadrut (fins a el 1935). L'Histadrut (Associació general dels treballadors d'Eretz Israel) és molt més que un sindicat. Dirigeix també un vast sector econòmic (quibuts, moixavim, empreses cooperatives), una important caixa de seguretat social en cas de malaltia (Kupat Holim), pren a càrrec les escoles del corrent «obrer», i intervé en l'àmbit sociocultural (associacions esportives, culturals, edició, diaris).
El poder de Ben-Gurion i del seu partit és doncs molt important al si del Yixuv i de l'OSM, la qual cosa li val de ser titllat de dictador per Jabotinsky.
A partir del començament dels anys 1930 i fins al 1977, el partit laborista serà el partit hegemònic de la vida política del Yixuv després d'Israel, restant al poder de manera permanent.

### La Gran Revolta àrab 1935-1939

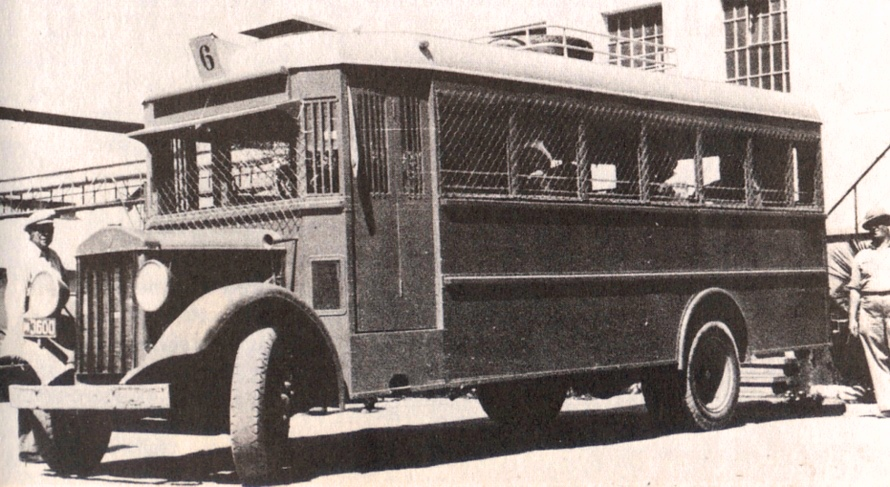
Un bus jueu protegit contra els llançaments de pedra àrabs, durant la gran revolta 1936-1939.

El 1929 i 1930, hi va haver nous aixecaments àrabs contra la colonització jueva (150 Jueus morts, diverses desenes d'àrabs). Apunten a la pràctica a tots els Jueus, que pertanyen al nou Yixuv o a l'antic. És així com la vella comunitat jueva d'Hebron és expulsada de la seva ciutat. Aquests aixecaments són el signe que la situació es tensa cada vegada més. Els àrabs de Palestina tenen cada vegada més por de ser desposseïts de les seves terres. Marquen també la pujada en potència del muftí de Jerusalem i cap del consell suprem musulmà, Amin al-Husayni, que es presenta cada vegada més com a cap polític i religiós dels palestins intransigents, tant respecte al sionisme com de l'ocupant britànic.
De 1935 a 1939 es desenvolupa el que s'anomenarà «la Gran Revolta Àrab A Palestina».
El novembre 1935 va començar, a Galilea, una petita guerrilla conduïda en nom del gihad per un predicador musulmà, Izz al-Din al-Qassam, ràpidament mort pels britànics.
Al començament de 1936, el Regne Unit abandona, sota la pressió sionista, un projecte d'assemblea legislativa representatiu de tota la població de Palestina, i en el qual els Àrabs haurien estat per força majoritaris.
Aquest abandó i els esdeveniments de Galilea provoquen l'abril 1936 una vaga general que dura sis mesos i que s'acompanya d'accions de guerrilla contra les forces britàniques, però també de violències contra els civils jueus. L'Alt Comitè àrab, dirigit pel muftí, és al cor de la mobilització àrab. Però aquesta, mal organitzada, es queda tanmateix poc centralitzada. La violència apunta als Britànics (assassinat del governador de Galilea el setembre de 1937), els jueus (415 morts entre 1937 i 1939) i fins i tot àrabs moderats.
orce.
El Regne Unit reprimeix de manera molt difícil a través de la justícia militar d'excepció, la tramesa de 20.000 soldats, les detencions i les expulsions fora de Palestina. Fins i tot els moderats són tocats, i la societat àrab palestina surt duradorament afeblida d'aquest conflicte.
La Haganà dona suport a les tropes britàniques, de vegades amb una cooperació estreta, i surt reforçada dels esdeveniments.
Tanmateix, els Britànics són conscients que la solució no pot ser exclusivament militar, atès que el nacionalisme àrab creix a l'Orient Mitjà i se sent solidari amb els àrabs de Palestina. L'Imperi Britànic té doncs un interès, i no només per a Palestina, a trobar una solució acceptable per tots.

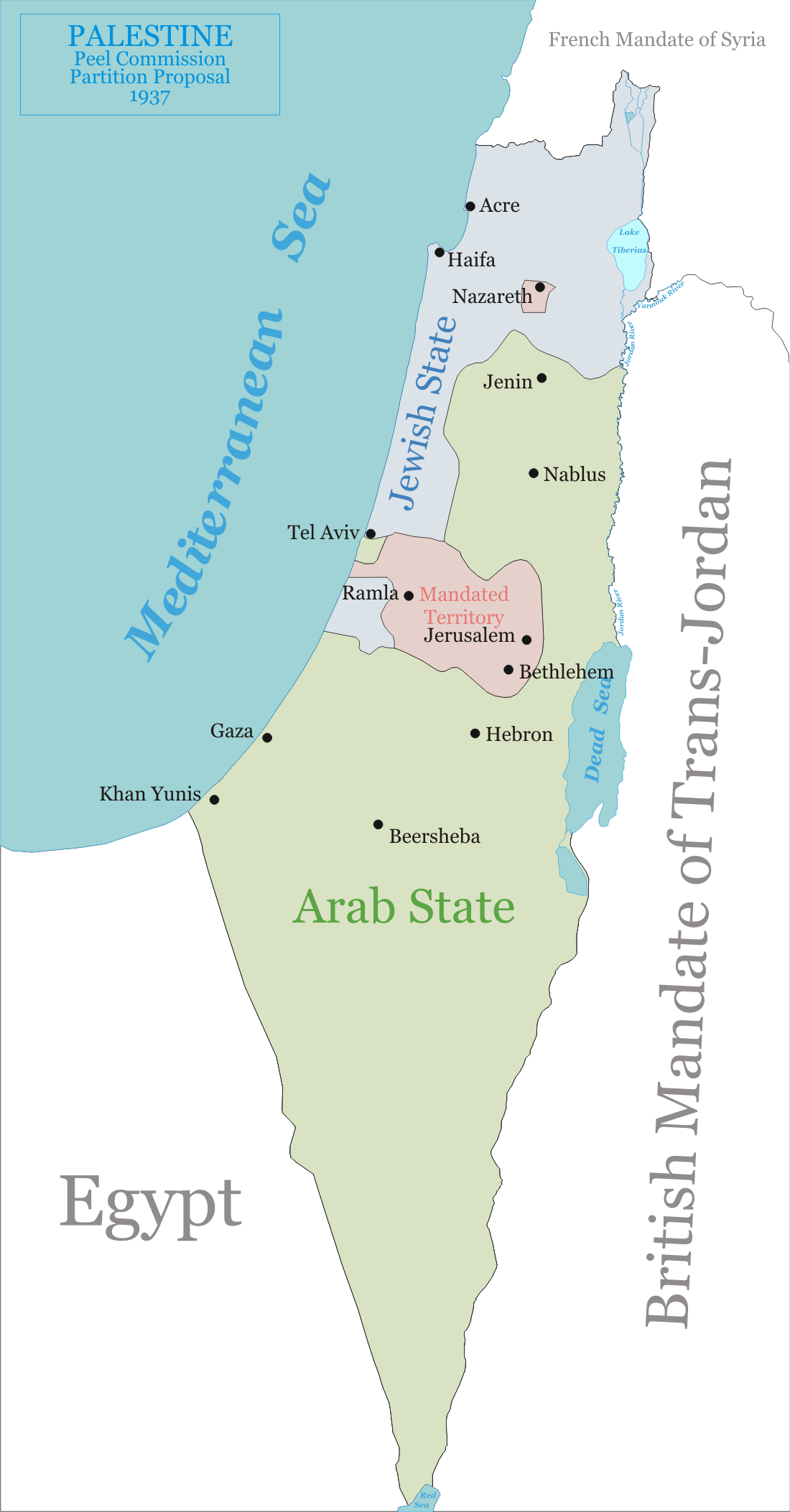
El projecte de partició de Palestina segons la comissió Peel

El govern estudia el 1937 (Comissió Peel) un projecte de partició de Palestina, que atribueix als àrabs la majoria del territori (85%), però que crearia un Estat jueu a Galilea i sobre la banda costanera (Un 15% de Palestina). Sorgeixen grans reserves d'una banda i de l'altra.
- David Ben-Gurion i Chaim Weizmann (contra un bon nombre dels seus partidaris) accepten el pla a contracor, considerant que un Estat jueu no pot ser refusat, malgrat els seus límits territorials. L'OSM, en canvi, rebutja les fronteres proposades, tot acceptant discutir d'un pla de repartiment. El Partit revisionista de Jabotinsky, finalment, és totalment hostil al projecte.
- Els moderats àrabs (al voltant de la poderosa família dels Nashashibi i dels Transjordans) accepten igualment amb reticència, però el projecte és rebutjat pels partidaris del muftí.

La manca d'entusiasme de tots farà finalment fracassar el projecte (novembre de 1938). Però el govern britànic continua buscant una solució.
El govern publica llavors el maig de 1939 un nou «llibre blanc», que és un xoc per al moviment sionista i que li pot fer témer l'èxit polític de la gran revolta àrab, quan fins i tot el seu fracàs sobre el terreny és consumat. El «llibre blanc» preveu en efecte una severa reducció de la immigració jueva i, en 10 anys, una autodeterminació de Palestina en el seu conjunt, el que portarà per força els jueus a ser minoritaris en l'Estat àrab. Es tracta d'un canvi en profunditat de la política duta a terme des de 1917 que consistia a donar suport al moviment sionista per controlar aquesta part de l'Orient Mitjà. Manifestament, el govern britànic va arribar a la conclusió que aquesta política li creava més problemes que els que en resolia, i s'acostava així als nacionalistes àrabs.
La Gran Revolta Àrab aconsegueix així provocar la ruptura entre el sionisme i el poder britànic. Les relacions continuaran essent des de llavors, tenses, fins a la independència d'Israel, que serà obtinguda per una política de confrontació amb l'Imperi britànic, i no pas per una política de cooperació.

### L'aparició de l'Irgun

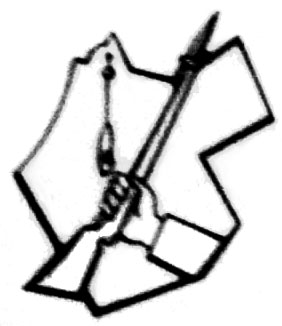
Logo de l'Irgun

Després de les revoltes àrabs de 1929-1930, va aparèixer un debat al si de la Haganà i de la seva direcció política (l'Agència jueva): calia continuar estant en una política defensiva, o passar a l'ofensiva lliurant-se a represàlies contra els avalotadors, fins i tot contra la població àrab que els donava suport ? La posició oficialment adoptada és la del manteniment d'una política de retenció (« Havlaga ») en la utilització de la violència, refusant en particular la violència cega contra els civils àrabs. Un grup d'activistes, d'esquerra i de dreta, funda llavors la Haganà Beth (la Haganah «B»), en ruptura amb les instàncies oficials del sionisme i la Havlaga. La Haganà Beth (després Haganà nacional) no és una organització de dreta, tot i que els revisionistes hi són nombrosos. Tindrà a la pràctica una activitat bastant feble.
Després del desencadenament de la Gran Revolta àrab, alguns de membres de l'organització (incloent-hi el fundador Avraham Tehomi), més aviat à l'esquerra, van decidir unir-se a la Haganà per formar un front comú contra els àrabs.
L'organització esdevé llavors l'Irgun Tsvai Leumi (Organització militar nacional), de vegades dit IZL o Etzel. Després de la sortida dels militants d'esquerra, l'Irgun és ara clarament l'organització armada del partit revisionista, tot i que a la pràctica és quasi independent. Jabotinsky (al qual els britànics han expulsat de Palestina) és reconegut com a responsable suprem. Però no exerceix responsabilitats operacionals.
L'Irgun s'especialitza en operacions de represàlies contra els militants àrabs, però també cada vegada més contra civils àrabs presos a l'atzar. Utilitza a la pràctica mètodes similars a les dels grups armats àrabs, que ataquen també els civils jueus, la qual cosa li val les crítiques de les instàncies oficials del Yixuv i la classificació per part dels britànics com a organització terrorista. Es considera que aproximadament 200 a 250 civils àrabs seran morts en operacions de l'Irgun durant aquest període.
Una de les majors campanyes de l'Irgun és duta a terme el 1938, després de l'execució pels britànics d'un membre de l'Irgun (Ben Yosef). Jabotinsky ordena a l'Irgun « invest heavily » (colpegeu dur). El balanç de les represàlies és dur:
- 5 àrabs abatuts el 4 de juliol de 1938 en diversos atemptats
- el 6 de juliol, 2 bombes col·locades en bidons de llet exploten en ple mercat àrab d'Haïfa. La multitud ataca els Jueus, la policia tirada : 21 àrabs i 6 Jueus són morts en l'atemptat i els disturbis.
- Una bomba col·locada al carrer mata 2 àrabs a Jerusalem el 6 de juliol.
- Una bomba col·locada al carrer mata 3 àrabs a Jerusalem el 8 de juliol.
- Una bomba col·locada en el soc de la ciutat vella de Jerusalem mata 10 àrabs el 15 de juliol.
- Una bomba col·locada al mercat àrab de Haifa el 25 de juliol de 1938 fa 45 morts (balanç britànic - l'Irgun pensa que els britànics han reduït el balanç per calmar la multitud àrab. Una investigació interna a l'Irgun dona 70 morts).
- L'últim gran atemptat del camp de 1938 serà comès el 26 d'agost : una bóta de dinamita explota en el soc de Jaffa i fa 24 morts.

En termes de seguretat, cal fer notar que, en el camp d'atemptats de 1938, van augmentar les represàlies àrabs, i el nombre de jueus morts durant aquest període augmentà espectacularment : 50 per mes entre juliol i octubre, contra 7 per mes en el transcurs dels 9 mesos precedents
Al començament de 1939, després d'informacions sobre una revisió de la política palestina del Regne Unit (confirmada llavors pel «Llibre Blanc»), l'Irgun rellança les seves accions. Així són morts a l'atzar 27 àrabs als carrers de Haifa, Tel-Aviv i Jerusalem, el 27 de febrer de 1939, el que comporta les felicitacions de Jabotinsky («la seva resposta a les manifestacions de victòria dels enemics de l'Estat jueu ha produït un efecte enorme i positiu» - carta de Jabotinsky a David Ratziel, cap de l'Irgun - arxius Jabotinsky).
El balanç polític d'aquestes accions sembla al final més aviat negatiu. La utilització de la violència contra els civils àrabs és àmpliament condemnada pel Yixuv, i aïlla la dreta nacionalista, l'Irgun i Jabotinsky.
A finals de 1939, la Segona Guerra Mundial provoca la detenció de les accions de l'Irgun.

### La Segona Guerra mundial (1939-1945)
La Segona Guerra Mundial comença el setembre de 1939, i s'acaba amb la derrota de l'Alemanya nazi (el maig de 1945) i del Japó (l'agost de 1945). A partir de 1939 i més encara de 1941, l'Alemanya nazi s'apodera de vastos territoris poblats de milions de jueus. A partir de 1941-1942 comença un genocidi que veurà la mort de 5 a 6 milions de jueus. El període és doncs crític per al judaisme mundial, i aquesta crisi ve a afegir-se a la del sionisme a partir del «Llibre Blanc» de 1939.

#### La tria del muftí

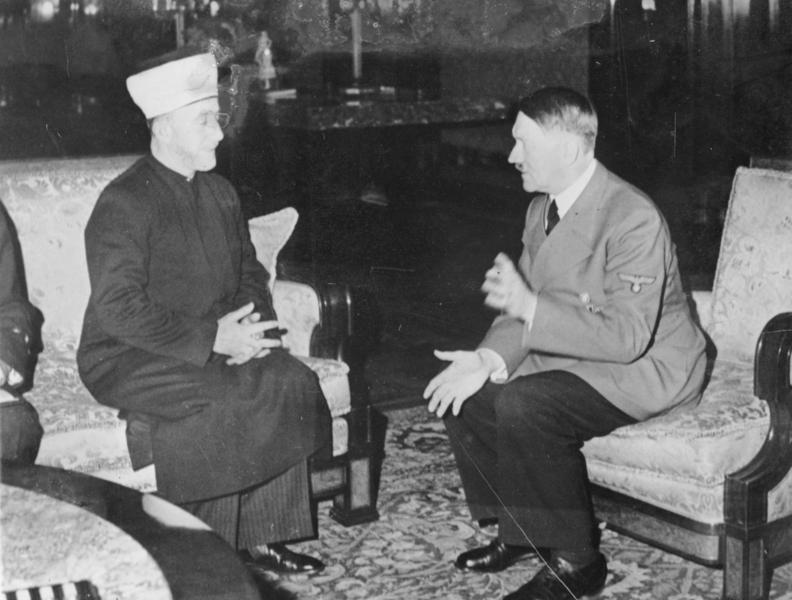
Trobada amb Hitler el 1941.

La Gran Revolta àrab havia decapitat el moviment nacionalista àrab a Palestina, i obliga el Muftí a l'exili. Privat de la seva base palestina, es busca aliats. El 1941, Haj Amin Al Husseini signa una aliança amb l'Eix, i defèn resoldre el problema dels jueus a l'Orient Mitjà « segons els mètodes de l'Eix ».
Refugiat a Alemanya nazi, llançarà crides (sense gran èxit) als musulmans de l'Orient Mitjà perquè aquests s'uneixin a Alemanya contra l'ocupant britànic.
Però la majoria de la població àrab palestina és sota el xoc de la repressió, i és igualment satisfeta del «Llibre Blanc» de 1939. No es mou.

#### L'alto el foc de l'Irgun (1940)
El 1940, l'Irgun decideix que la situació a Europa és més greu que la de la «Llar Nacional Jueva», i decideix parar el conflicte amb els britànics. L'Irgun conclou un acord amb els Britànics per participar en accions ofensives, en particular en l'àmbit del sabotatge, i el seu cap David Ratziel serà mort al combat el 1941.
Jabotinsky va aprovar l'acord. Mor d'una crisi cardíaca als Estats Units el 4 d'agost 1940. Amb ell desapareix el cap carismàtic de la dreta nacionalista sionista.

#### L'escissió del grup Stern (1940)

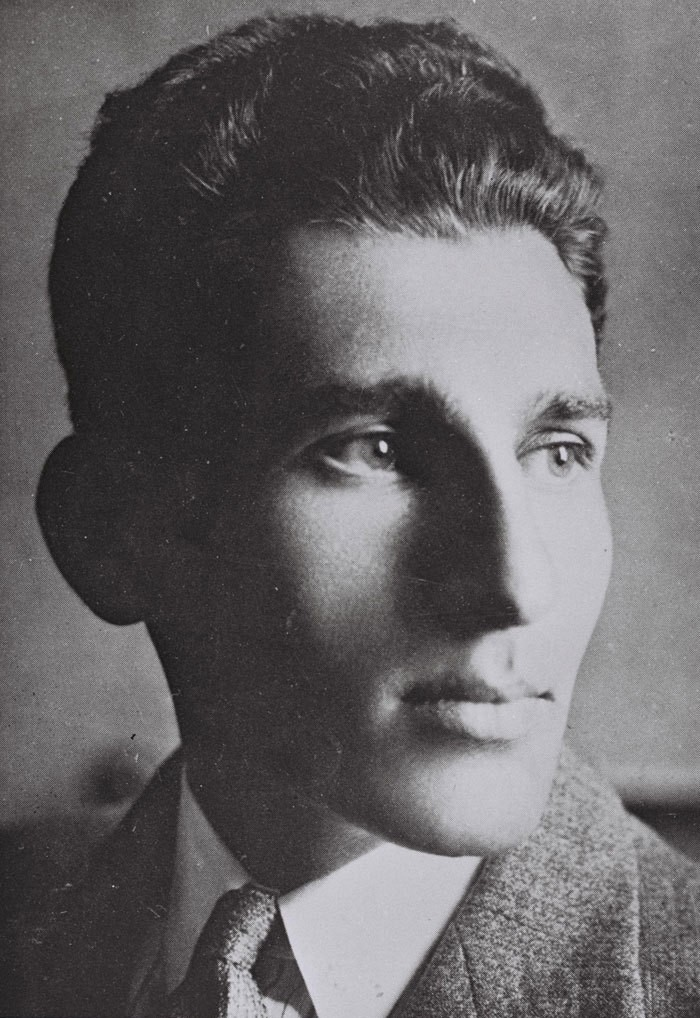
Avraham Stern

La tria de la direcció de l'Irgun no fa la unanimitat. Avraham Stern la discuteix i considera al contrari que l'amenaça de desaparició de la «Llar Nacional Jueva» al cap del període de 10 anys previst pels Britànics és la més greu. Crea amb alguns nacionalistes radicals, com ara Isaac Shamir, futur primer ministre d'Israel, una escissió que diu en principi «Irgoun Tsvai Leumi beIsrael», després « Lohamei Herut Israel » (Combatents per a la llibertat d'Israel) o Lehi. Els Britànics el diuen el «Stern gang» que en català se sol traduir per « grup Stern». Aquesta escissió es lliura a atemptats contra els britànics o els jueus «col·laboradors» i intenta fins i tot de posar-se en contacte amb els alemanys, en nom de la diferència entre el «perseguidor» (Alemanya), preferible a «l'enemic» (els britànics que impedeixen l'Estat jueu). El Stern és finalment desmantellat al fi 1941 - començaments de 1942, i restarà inactiu. Els responsables són morts (Stern) o empresonats (Shamir).

#### Les tries del Yixuv - col·laboració i confrontació

Insígnia de la Brigada jueva durant la Segona Guerra Mundial.

El Yixuv en el seu conjunt aprova la tria de l'Irgun i de l'Agència jueva de participar en l'esforç de guerra contra l'Alemanya nazi. I això, tant per solidaritat amb els jueus europeus com per por a una arribada de les tropes nazis a Palestina en cas de victòria d'Alemanya. Nombrosos Jueus del Yixuv s'uniran, doncs, a les tropes britàniques.
Però en el mateix temps, la inquietud sobre el projecte britànic d'un Estat palestí amb majoria àrab continua mobilitzant fortament els dirigents sionistes. Aquests miren cada vegada més cap als Estats Units, i endureixen el to cara a cara dels britànics. El 1942, en el moment del congrés sionista de Biltmore, als Estats Units, el moviment sionista anuncia oficialment que reivindica un Estat jueu sobre el conjunt de Palestina. Els àrabs hi serien ciutadans, però minoritaris gràcies a una immigració jueva en massa.

#### El ressorgiment de la lluita armada (1943-1944)
A partir de 1943, els dirigents empresonats del Lehi s'evadeixen i reorganitzen el grup. Aquest reagrupa d'ara endavant diverses faccions ultranacionalistes partidàries de la lluita armada. S'hi troben revisionistes clàssics, una extrema dreta procedent dels simpatitzants feixistes de la pre-guerra, una esquerra radical prosoviètica (poc important) «cananeus», un moviment que es reivindica d'un nacionalisme « hebreu » totalment aïllat del judaisme. El grup reprèn ràpidament les seves accions antibritàniques, però és àmpliament condemnat pel Yixuv.
El 6 de novembre de 1944, el Lehi assassina el Ministre-Resident britànic a Egipte, Lord Moyne. Els dos joves militants cananeus que van cometre l'atemptat són condemnats a mort i són executats per la justícia egípcia.
El febrer 1944, l'Irgun considera que la guerra és ara guanyada pels aliats, i que el problema prioritari torna a ser el projecte britànic contra la «Llar Nacional Jueva». Reprèn al seu torn les accions armades en contra dels britànics. L'Irgun té també un nou cap des de 1943 : Menahem Begin, vingut de Polònia. Després de la mort de Vladimir Jabotinsky el 1940, es va imposar progressivament com el líder natural de la dreta nacionalista.

### L'esfondrament del mandat internacional (1945-1947)

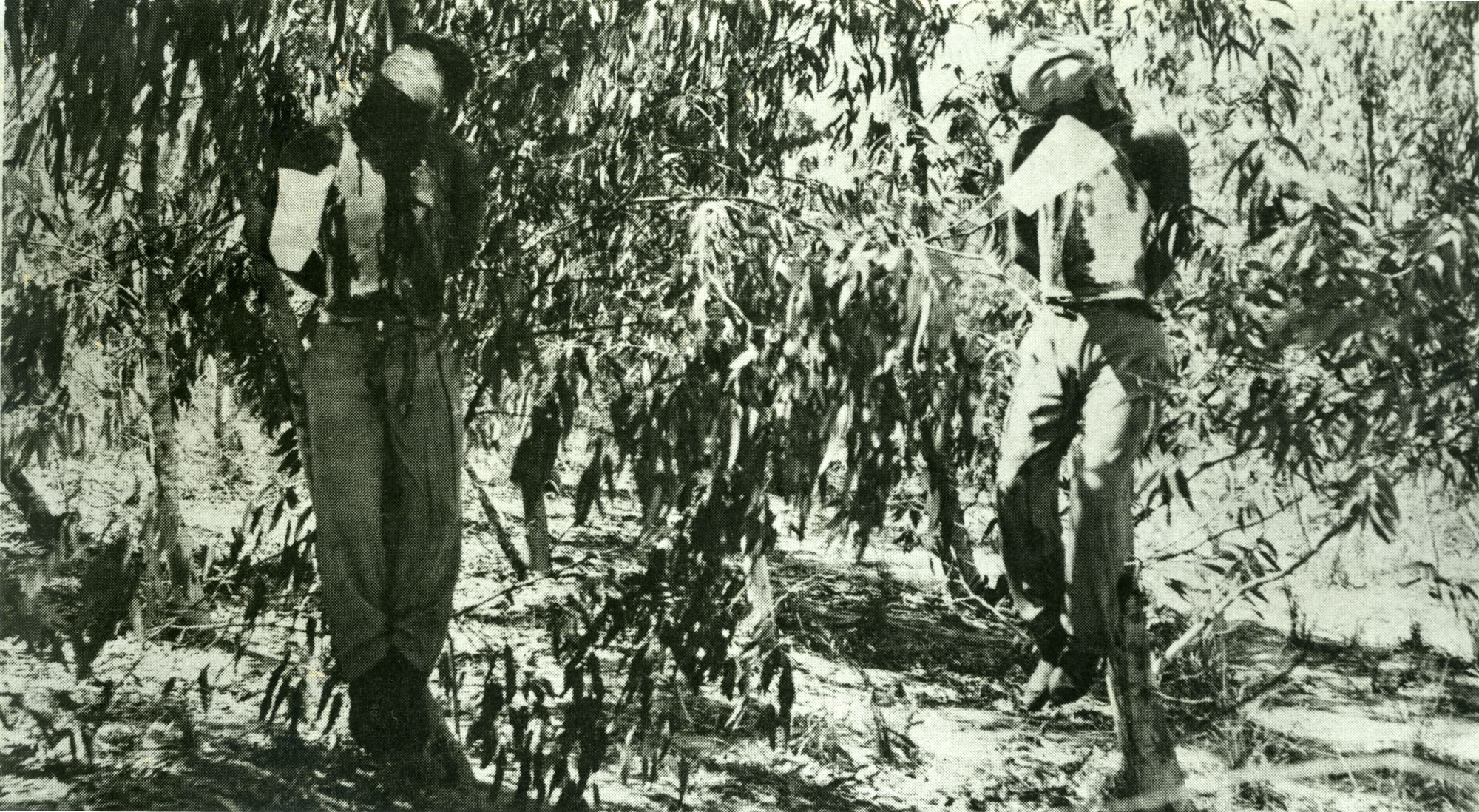
Dos sergents britànics, Clifford Martin i Marvin Paice, capturats per lIrgun i després penjats. 1947.

Després de la derrota de l'Alemanya nazi, dues qüestions esdevenen prioritàries per al moviment sionista:
- la qüestió dels refugiats jueus d'Europa, supervivents del genocidi, molts dels quals volen marxar d'Europa.
- La qüestió de la creació d'un Estat jueu a Palestina.

L'executiu sionista entra en confrontació amb els Britànics entre 1945 i 1947. Utilitza també la Haganà, però privilegia l'acció legal (manifestacions, vagues), i limita les seves accions armades a sabotatges que es defineixen com a no mortífers. L'actitud enfront dels que són oficialment considerats com terroristes evoluciona entre moments d'enfrontaments («l'estació») i dels moments d'aliança. Però globalment, el caràcter sagnant de les seves accions és condemnat. Al mateix temps, es mantenen contactes polítics.
El 1946-1947, la pressió política creix sobre el Regne Unit :
- la Palestina jueva és ingovernable, malgrat el desplegament de 100.000 soldats britànics.
- Els àrabs critiquen el Regne Unit.
- La política de restricció de la immigració clandestina jueva porta a l'empresonament de milers de supervivents del genocidi, el que provoca una onada de simpatia en l'opinió internacional, en particular als Estats Units i a França.
- Disturbis antisemites tenen lloc al Regne Unit en resposta als nombrosos soldats britànics morts per l'Irgun i l'Stern (Lehi) : hi haurà 338 britànics morts entre 1944 i 1948.
- L'opinió pública britànica suporta malament, dos anys després de la fi de la guerra, veure 100.000 soldats arriscar la seva vida lluny d'a casa seva.

El 1947, el Regne Unit decideix remetre el mandat que tenia de la SDN a les Nacions Unides, que n'és la seva successora. Sembla que el govern britànic esperava obtenir un major suport internacional per al seu paper a Palestina, però les NU decideixen posar fi al mandat.

### La partició de1947

El pla de partició de l'ONU

Les Nacions Unides decideixen tornar al projecte de la comissió Peel de 1937 compartint Palestina. Els Jueus es veuen atribuir un 55% del territori (més que en el projecte Peel). Jerusalem es fa una zona internacional. Els àrabs es veuen atribuir el saldo (una mica més d'un 40% del territori).
Els àrabs palestins van refusar globalment la partició (hi ha excepcions, en particular amb els comunistes). Els jueus ho van acceptar globalment (excepte l'Irgun i l'Stern, aquests seguien fins i tot reivindicant la Transjordània).
El pla és votat el novembre de 1947 gràcies a la conjunció entre un suport esperat dels occidentals i el suport més sorprenent de la Unió soviètica. Stalin sempre va mostrar una gran hostilitat al sionisme, fins i tot als Jueus. Però considerava que aquest projecte posaria els britànics fora de Palestina. De més, hi havia faccions prosoviètiques al si de l'esquerra sionista que és en aquell temps dominant.
Després de la partició, s'estén un període de 6 mesos fins a la retirada britànica, el maig del 1948. Durant aquest període, els britànics estan encarregats de mantenir l'ordre, però es limiten de fet a una neutralitat passiva.
Des del vot de la partició per les NU (novembre de 1947), es produeixen incidents, que es transformen de pressa en guerra civil. Els àrabs ataquen els Jueus. La Haganà es manté al principi en una actitud defensiva, però l'Stern i l'Irgun, que havien cessat en els seus atacs antiàrabs des de 1939, reprenen els atemptats contra els civils, sense obtenir resultat polític o militar notable. Violència àrab i violència jueva colpeixen els civils dels dos camps.
A partir de fi març de 1948, la'Haganà reorganitzada passa a l'ofensiva. En 6 setmanes, els irregulars àrabs són vençudes, els grups armats jueus prenen l'a sobre. Diversos pobles àrabs es comencen a buidar de la seva població a les zones de conflictes més durs.
El 15 de maig de 1948, Israel proclama la seva independència mentre els últims britànics se'n van del país. Els àrabs palestins són militarment vençuts i no seran gaire més presents al davant de l'escena política fins als anys 1960.

### El període del mandat (1920-1947) - Síntesi
Aquest període ha vist la construcció de la Llar nacional jueva. L'Estat independent no existeix encara, però una estructura autònoma que en té gairebé tots els atributs s'ha constituït.
En el pla demogràfic, la població jueva ha explotat, passant de 85.000 persones el 1919 a 650.000. Però aquesta població jueva continua sent en un 80% asquenazites, i no representa doncs més que imperfectament la diversitat del Judaisme mundial. Sobretot, aquesta població no representa sempre més que un terç de la població total de Palestina.
En el pla polític, les tibantors entre dreta i esquerra es van agreujar considerablement, sense tanmateix atènyer la ruptura i la guerra civil. Enfronten els «realistes» que accepten (sense entusiasme) un repartiment territorial i nacionalistes intransigents que reivindiquen tota Palestina més la Transjordània (actual Jordània).

## El sionisme després de la creació d'Israel - 1948-2005
Abans de 1948 (cada vegada menys amb els anys, tanmateix), el sionisme era una estructura internacional, i els sionistes americans o francesos no tenien de manera normal menys pes que els sionistes que vivien a Palestina.
Però després de 1948, l'Estat d'Israel reivindica un paper dominant. Les organitzacions sionistes internacionals perden el seu pes, els debats s'hi concentren sobretot sobre el suport a Israel. 
En la pràctica, les tres problemàtiques del present article (Construccions institucionals sionistes, construcció demogràfica de l'estat jueu i debats sobre els objectius del sionisme) esdevenen gairebé exclusivament israelianes.
Aquesta part no intenta tanmateix descriure la Història de l'Estat d'Israel. S'interessa només per l'evolució del debat i de la pràctica sionista després de la creació de l'Estat. Els fets històrics israelians no són citats més que en aquesta òptica.
La problemàtica del període continua sent la mateixa que en el període 1918-1947 : construir institucions nacionals (o reforçar-les més aviat), i desenvolupar la població jueva. La forma de posar-ho en marxa és, per contra, diferent, i els debats sobre aquestes qüestions evolucionen.

### La consolidació de l'Estat 1948-1967

#### L'exèrcit

La bandera d'Israel

Des de la independència, els exèrcits àrabs del Líban, de la Transjordània, d'Egipte, de l'Iraq i de Síria entren a Israel. La desproporció de les forces no és tan important com sembla. La Haganà alinea vora 20.000 homes, l'Irgun 4.000 i el Grup Stern 1.000. Els exèrcits àrabs n'alineen en aquesta data aproximadament 25.000. No tenen comandament central, i no poden fer passar tropes d'un front a un altre per concentrar-se. Tenen en canvi un armament pesant millor pesat. (Vegeu Guerra araboisraeliana de 1948)
Ben-Gurion, convertit en primer ministre, organitza el Tsahal, fusionant la Haganah, l'Irgun i el grup Stern en un sol exèrcit. Fa fins i tot disparar als militants de l'Irgun a l'estiu 1948, quan aquests intenten procurar-se armes per ells mateixos. Hi ha 18 morts: 16 membres de l'Irgun i 2 soldats de Tsahal.
Armes pesants són importades clandestinament (hi ha un embargament sobre els lliuraments d'armes amb destinació als bel·ligerants). Les fonts són nombroses, però la principal serà la Unió soviètica, que vol la derrota dels exèrcits àrabs, aliats de França o sobretot del Regne Unit.
A l'estiu 1948, l'exèrcit israelià és ben estructurat, correctament armat, i respon a l'ofensiva àrab. Els exèrcits àrabs són vençuts i han de signar un alto el foc. Però tots els estats àrabs es queden oficialment en guerra contra Israel, i prometen una revenja.
Fins a 1967, l'exèrcit israelià no deixarà doncs de desenvolupar-se, i es fa el primer exèrcit de la regió. Per compensar la inferioritat numèrica, dues solucions són adoptades:
- un sistema de reclutament extremadament ampli : cada ciutadà fa un servei militar, després períodes militars de diverses setmanes (segons les èpoques) cada any. Està doncs perfectament entrenat, i mobilitzable en tot moment.
- la tria d'una gran potència de foc per l'adopció d'armes d'altes tecnologies (en particular carros i aviació).

#### Les fronteres

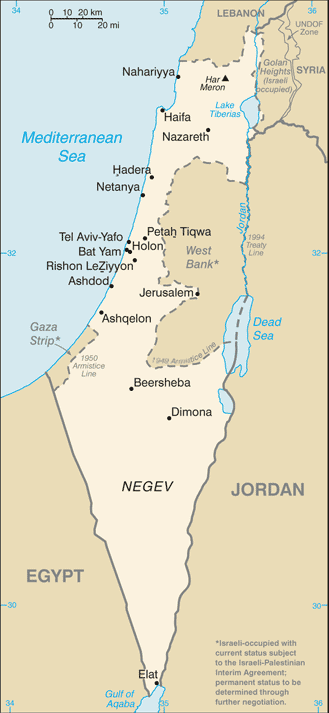
Fronteres d'Israel després de la independència

La consolidació de l'Estat passa també per la consolidació de les fronteres. Acabada el març de 1949, la definició del territori israelià és avantatjosa en relació al pla de partició: 77% del territori de Mandat Britànic de Palestina (21.000 km²) contra un 55% previst pel pla de partició. L'ONU no condemna ni aprova aquesta modificació nascuda de la guerra. A la pràctica, les grans potències ho accepten.
Però l'actitud israeliana després de la independència és plena de conseqüències per al futur : Ben-Gurion i els dirigents àrabs es neguen a fixar les fronteres. Ben-Gurion indica clarament que aquestes poden ser ampliades en funció de les situacions, per estendre's fins a les fronteres del Mandat de Palestina, Eretz Israel, que pertany en dret als jueus. La posició és doncs a la vegada pragmàtica : les fronteres de 1949 són acceptades en l'estat, i maximalistes de manera potencial : en principi, els 27% que queda fora d'Israel hi hauria de retornar.

#### La sortida dels àrabs

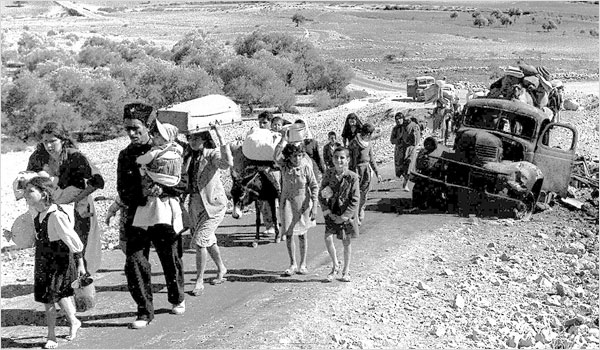
Refugiats palestins el 1948, durant el mandat Britànic.

En el moment de la creació de l'Estat, els àrabs del Mandat Britànic de Palestina són gairebé dues vegades més nombrós que els jueus, fins i tot si la proporció és menys desfavorable als jueus en els 77% de Mandat Britànic de Palestina del qual s'apodera Israel durant la seva guerra d'independència. La qüestió demogràfica és doncs al cor del problema de l'existència de l'Estat jueu. La resposta de Ben-Gurion és doble : la partició i l'expulsió.
- Fins i tot si considera que tot Eretz Israel pertany als jueus, Ben-Gurion accepta també les fronteres de 1949 perquè exclouen d'Israel les grans masses àrabs de Cisjordània (Judea-Samària per als sionistes) i de Gaza
- Però a les fronteres de 1949, on viuen aproximadament 800.000 a 900.000 àrabs, és clar que un manteniment de la població àrab no és acceptable per al govern. En el transcurs dels combats o immediatament després, 600.000 a 700.000 deixen el territori d'Israel. Denuncien una expulsió, el govern afirma que han marxat voluntàriament, però que no podran tornar.

Des d'un punt de vista històric, el debat està més o menys tancat des que l'historiador israelià Benny Morris va publicar la 1987 «El naixement del problema dels refugiats palestins», revisat el 2003 (The Birth Of The Palestinian Refugee Problem Revisited) a la llum dels arxius del Tsahal recentment desclassificats. Ha treballat poble per poble, i ha mostrat que hi havia hagut quatre tipus de sortides:
- abans de l'arribada de les tropes israelianes. És la por als combats, fins i tot a les massacres, que empeny llavors a la sortida. La massacre de Deir-Yassin (poble palestí la població del qual va ser massacrada pels militants de l'Irgun i del Lehi el 1948) sembla haver tingut un paper important, el que explica que en les seves memòries, Menahem Begin, antic cap de l'Irgun, consideri les conseqüències de la massacre com una «victòria decisiva».[25]
- durant els combats. Benny Morris mostra (gràcies a entrevistes d'antics soldats) que en certs casos (però no en la majoria dels casos), aquests combats van ser de fet facticis i destinats a fer fugir els civils àrabs: bombardeigs de pobles no defensats, per exemple.
- després de l'arribada de les tropes israelianes. Hi haurà nombroses expulsions, les poblacions són carregades en camions i conduïdes a la frontera.
- en alguns casos (6 pobles), les sortides són degudes als dirigents àrabs mateixos.

Les sortides se són doncs fets d'una manera diferenciada : expulsions, fugides davant l'aproximació dels combats, evacuacions voluntàries i organitzades.
Al final, Benny Morris indica que no hi va haver política oficial definida pel govern, però sí un consens bastant ampli dels responsables militars i civils per fer marxar el màxim d'àrabs, i sobretot per impedir-los tornar. L'aspecte no estructurat d'aquesta política explica el manteniment de blocs àrabs en Galilea o a Haifa (on l'alcalde va animar la població àrab a quedar-s'hi). El cas de la zona dita del «triangle» (nord-est de Tel-Aviv), una de les principals concentracions àrabs, és particular : aquesta zona va ser obtinguda per negociació el 1949, sense combats, i havien estat donades garanties contra les expulsions
El 1948, resten aproximadament 150.000 àrabs a Israel.
La política constant dels governs israelians, de 1949 als nostres dies, serà de prohibir tota tornada dels refugiats i dels expulsats.

#### Colonització de les antigues terres àrabs
Quan es va crear Israel, les zones jueves eren en el fons poc extenses: l'estreta banda costanera, Jerusalem oest, la Vall de Jizreel i l'alta vall del Riu Jordà (Safed i Tiberíades).
L'ampliació de les implantacions jueves serà doncs una prioritat estratègica d'Israel fins avui, sovint presentada com un «deure sionista». Per això, el territori deixat per la sortida/expulsió dels àrabs palestins ofereix importants possibilitats. Les terres dels «absents» són confiscades, i ciutats noves hi són creades, així com quibuts o moixavim.
Per augmentar les terres disponibles per als jueus, un bon nombre de terres dels àrabs que resten sobre el terreny són igualment confiscades i són redistribuïdes, la qual cosa crea importants conflictes amb la població àrab israeliana.
El desert del Nègueb (més d'un 50%del territori israelià) és igualment colonitzat. Però la seva extrema aridesa en limita les possibilitats. És doncs sobretot el nord (Beerxeba o Dimona), i el sud (Elat) els que són poblats.

#### La immigració en massa

Immigració jueva a Israel de 1948 a 2007.

L'objectiu del sionisme és clarament la de dur el màxim de jueus a Israel.
De 1948 a 1967, hi haurà dues grans onades d'immigracions. Com sempre en la història del sionisme, aquestes onades estan vinculades a greus problemes als països d'origen.
De 1948 a 1952, arriben prop de 700.000 jueus. La població de l'Estat es duplica. Hi ha dos orígens en aquesta immigració :
- Aproximadament la meitat està composta de supervivents del genocidi jueu a Europa. Són gairebé tots asquenazites (existeixen sefardites als Balcans i a Europa occidental, tanmateix).
- Una altra meitat ve dels països àrabs: sobretot l'Iraq, el Iemen, Síria, el Líban i Egipte. No venen verdaderament per sionisme en el sentit polític del terme : les organitzacions sionistes hi existeixen, però la seva influència és sovint limitada. Venen sobretot per messianisme religiós, i perquè la situació amb les poblacions i els governs locals s'ha degradat molt fortament en resposta a la guerra àrab-israeliana de 1947-1949. Hi ha revoltes anti-jueves, o almenys un sentiment d'hostilitat en molts països àrabs.
- Es troben finalment entre els immigrants grups més restringit com les petites comunitats de jueus indis o afganesos.

La integració d'aquests enormes masses és un problema sionista important : l'Estat jueu ha de provar que pot aconseguir la «unió dels exiliats». I és de totes maneres una condició de supervivència per a Israel el fet d'augmentar la seva població jueva.
Alguns dels nouvinguts, sobretot els europeus, tenen una formació «moderna» i es poden integrar més fàcilment dins d'una economia industrial. Altres, sobretot els orientals, tenen nivells de formació molt baixos, i sofriran molt de temps d'un problema d'atur o de treballs de baixa qualificació. Cal també ensenyar l'hebreu a tots, trobar-los allotjaments i treball. Es construeixen amb urgència camps de tendes de campanya (ma'abarot), que esdevindran ciutats més tard. S'estableixen pobles sobre terres agrícoles buidades de la seva població àrab. Però Israel travessarà un període econòmicament molt difícil en el moment d'aquesta primera onada de nouvinguts, i les condicions de vida d'aquests seran difícils.
Un segona onada de 500.000 persones arriba entre 1956 i 1966. És constituïda d'una minoria d'occidentals que se'n van de l'Europa de l'Est comunista, i d'una majoria de jueus orientals. Aquests fugen d'una nova onada antijueva vinculada a la guerra àrab-israeliana de 1956. 250.000 jueus nord-africans (aproximadament la meitat dels jueus d'aquesta regió) arriben també del Magrib francès després de la independència de Tunísia, del Marroc i d'Algèria. Els jueus més afrancesats (generalment els més educats) van anar a França. Els jueus menys afrancesats (generalment més pobres i menys educats) van fer la tria d'Israel. Entre ells, els marroquins són particularment nombrosos.

#### Frustracionssefardites
La integració dels jueus occidentals no ha estat sempre senzilla, però al final s'ha desenvolupat bé. La integració dels Jueus orientals ha estat molt més problemàtica. Això ha estat així per dues raons essencials:
- un nivell de formació molt baix, que aïlla les poblacions immigrants en feines poc qualificades i mal pagades. Israel, fins i tot dominat per partits socialistes, fracassa àmpliament davant el problema de la pobresa dels sefardites, que resten bastant àmpliament a la porta de la modernitat econòmica.
- La percepció dels per part de l'elit sionista. Aquesta és d'origen europeu. No té culturalment quasi res en comú amb els jueus orientals, si no és el sentiment de ser jueu. Fins i tot la religió no és més que parcialment un factor d'integració : els asquenazites són poc practicants, fins i tot per a certs agressivament laics. Es notarà un menyspreu cert, o almenys una manca completa de comprensió. El temor de l'orientalització d'Israel és obertament evocat per dirigents de l'esquerra sionista. Els sefardites constituïen en efecte un 20% dels jueus de Palestina el 1947. La seva immigració i la seva natalitat elevada els feien majoritaris de manera potencial des dels anys 1960.

Fins i tot si l'adhesió a Israel mai no serà qüestionada pels jueus orientals, guarden del període un record d'humiliació i de misèria, que es girarà finalment contra aquells que en posaran com a responsables: els dirigents socialistes. A partir dels anys 1970, els sefardites seran el sòcol electoral de la dreta israeliana.

#### L'alineament occidental
El període 1948-1967 és marcat per la Guerra freda. Alguns temen al començament (el Departament d'Estat americà, per exemple) que l'orientació d'esquerra de l'Estat d'Israel el dugui a posicions prosoviètiques. De fet, existeixen tendències prosoviètiques a l'esquerra sionista (Mapam, en particular).
Però Ben-Gurion fa ràpidament la tria de l'Occident, el que degrada les relacions amb l'exaliat soviètic. L'emigració dels jueus d'Europa de l'Est esdevé més difícil.
En aquell moment (sobretot en els anys 1950), França apareix llavors, més que els Estats Units, com el gran aliat d'Israel.

#### El període 1948-1967: síntesi
Durant aquest període, l'Estat s'ha creat, ha desenvolupat un exèrcit poderós, ha atret nombrosos immigrants, ha vist l'eclosió d'una economia industrial moderna, ha consolidat la seva democràcia i ha augmentat els punts de població jueus a través del país.
Es tracta doncs d'un període marcat per nombrosos èxits institucionals i demogràfics. Però alguns punts no estan encara resolts:
- la mala integració dels sefardites.
- el manteniment de l'estat de guerra amb els països àrabs, i l'amenaça de destrucció que perdura doncs.
- la qüestió de les fronteres, discutides (bastant teòricament) pel mateix govern israelià, i de manera molt més agressiva per l'Herut de Menahem Begin. Aquest va reorganitzar darrere d'ell els revisionistes de Jabotinsky, i es va reforçar lentament, en particular atraient cap a ell els liberals, vells aliats dels laboristes, però cansats de la seva hegemonia. Comença també a atreure sefardites decebuts de la política laborista respecte a ells.

### La qüestió del Gran Israel des de 1967
Aquest període és marcat per una polarització creixent sobre la qüestió del «Gran Israel», i sobre un canvi de tendència cap a la dreta de la població israeliana.
Així com el període precedent (1948-1967) havia estat marcat per les apostes demogràfiques (el "sionisme dels fets", el de la "concentració dels exiliats"), el nou període girarà àmpliament al voltant de la qüestió de les fronteres i la religió i, per tant, dels objectius del mateix sionisme.
La immigració prossegueix de manera important, però si és sempre un element important del debat i de la pràctica sionista, no és en el centre dels conflictes entre sionistes, que s'endureixen.

#### La guerra de 1967
El 1967, Egipte i Síria envien massivament tropes a la frontera, i anuncien la seva voluntat d'esborrar Israel del mapa. Els israelians llancen un atac preventiu i envaeixen la península del Sinaí egipci i els alts del Golan sirians Jordània ataca llavors Israel, però és vençuda al seu torn. En sis dies, Israel bat aquests tres exèrcits àrabs i duplica l'extensió del territori que controla apoderant-se del Sinaí i del Golan, i del 27% del territori del mandat britànic de Palestina que havien escapat a Israel el 1948-1949. Després de la por, l'entusiasme és indescriptible, a l'altura de l'alleujament.
La qüestió que es planteja llavors al sionisme és: què fer amb els territoris conquerits ?

#### Gran Israel assegurador i Gran Israel religiós

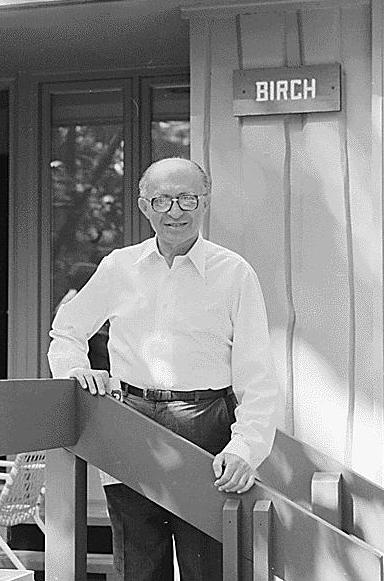
Menahem Begin, cap del Likkud i partidra del Gran Israel.

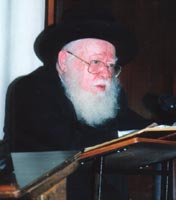
Avraham Shapira, un important rabí sionista religiós, que es va declarar contrari a la Halacà tot abandó d'una porció de la terra d'Israel.

A la dreta, la posició és unànime : cal guardar tot, i sobretot les porcions «alliberades» d'Eretz Israel (el Golan i el Sinaí són simbòlicament menys importants).
Però des de la mateixa època, es donen dos corrents que discreparan progressivament.
El primer corrent és un corrent religiós. És procedent del corrent sionista religiós que hom va veure organitzar-se a començaments de segle al si del Partit nacional religiós. Per aquest corrent, originalment moderat, la victòria és un signe religiós: Déu ha donat la victòria al Seu Poble. Aquest té ara el deure de judaitzar tot Eretz Israel. No és només un dret, és un deure. I això ha de permetre al poble jueu d'obeir a Déu, de guanyar la seva salvació, i d'obtenir la vinguda del Messies. Aquest discurs religiós té també una influència sobre els ultraortodoxos, teòricament no sionistes. Sense unir-se oficialment al sionisme (massa polític i no bastant religiós segons ells), mostren un interès creixent per al vessant religiós del discurs sobre el Gran Israel. El sionisme religiós de després de 1967 es fa més poderós, més militant, més a dreta.
Passa el 1977 d'una aliança amb els laboristes a una aliança amb el Likkud. Es llança des dels anys 1970 (sobretot la facció "dels joves", més radical) a una activitat de colonització intensiva, de vegades il·legal, a través de grups de militants, com els del "bloc de la fe" (Goush Emounim). Apareixen alguns corrents extremistes al marge del Partit Nacional Religiós, alguns dels quals són temptats per la violència (com el Kach).
El segon corrent lligat al gran Israel és un corrent més històric i assegurador. S'encarna sobretot en el Likkud. Per a ell, Eretz Israël pertany als jueus (en la qual cosa no difereix gaire de l'esquerra), i conservar tota la Terra d'Israel és en benefici del poble d'Israel. L'enfrontament amb els àrabs imposa tenir la major part de territoris possible.
Per al primer corrent, Eretz Israel és un dret I una obligació imposada per Déu.
Per al segon corrent, Eretz Israel és un dret I un avantatge.
Aquests dos corrents surten molt reforçats de la guerra de 1967. La idea de tornar la terra d'Israel als àrabs no és ben acceptada per la població.
El 1977, el Likkud de Menahem Begin arriba al poder, en aliança amb els nacionalistes religiosos. El Likkud va ser format el 1973 per la unificació de l'Herut (procedent del moviment revisionista i de l'Irgun) i dels liberals. La base ideològica d'aquesta fusió és de fet la de l'Herut. El projecte d'annexió de Jordània, defensat des dels anys 1920, és abandonat, però l'annexió de Cisjordània i de la Gaza és exigida com un deure sionista.

#### Sionisme cristià
Existeixen grups cristians favorables al sionisme. Però existeix també un corrent fonamentalista protestant específic anomenat el "sionisme cristià". Aquest corrent de pensament, poderós als Estats Units, va més enllà d'una simpatia pel sionisme. La seva visió és messiànica : la judaització de la terra santa és una ordre bíblica que ha de permetre la tornada de Jesús i la conversió de la humanitat.
Aquest corrent també es va beneficiar de la victòria israeliana el 1967, i va posar la seva influència creixent a favor de la colonització jueva dels territoris palestins.
Tot i que l'objectiu dels "sionistes cristians" no sigui el mateix que el dels jueus sionistes (ja que implica, en darrer terme, la conversió d'aquests últims), aquest corrent de pensament representa un suport fervent als sionistes més radicals en matèria de "Gran Israel" (Israel a les seves fronteres bíbliques, incloent-hi els territoris palestins). Explica en part l'actitud molt passiva dels governs americans (almenys de certs representants dels republicans), de cara a la colonització israeliana i a la temàtica del Gran Israel.

#### Rebuig al Gran Israel per l'esquerra
À l'esquerra, la victòria de 1967 planteja problema. Des del programa de Biltmore el 1942, l'esquerra tenia per a projecte un Estat jueu sobre el conjunt de Palestina. El projecte havia estat aparcat després del pla de repartiment de 1947, però el rebuig a reconèixer les fronteres de 1949 com a definitives el mantenia oficialment.
Després de 1967, l'esquerra s'interroga sobre el que ha de fer. Una minoria continua sent fidel al Gran Israel. La gran majoria adopta una posició que ja no variarà molt en els seus principis, però que donarà lloc a innombrables interpretacions. Aquests principis són:
- Israel ha de continuar sent un Estat jueu i no està en qüestió donar la nacionalitat israeliana a palestins nombrosos i en explosió demogràfica (els àrabs van esdevenir oficialment més nombrós que els jueus sobre el territori de l'antic mandat de Palestina el 2005).
- Israel ha de continuar sent un Estat democràtic, i no es pot establir un sistema d'apartheid refusant la nacionalitat en una part de la població sobre bases ètniques.
- Eretz Israel és de iure propietat del poble jueu. Té el dret de prendre tot, però la voluntat de mantenir un Estat jueu I democràtic no ho permet : Israel ha d'annexar-se totes les terres possibles (aquelles poc o no poblades d'àrabs), i tornar la resta en cas d'acord de pau. Poc després de la guerra, el projecte presentat per Yigal Allon preveu així l'annexió d'un 30%de Cisjordània.

La dreta condemna aquesta posició.

#### La colonització

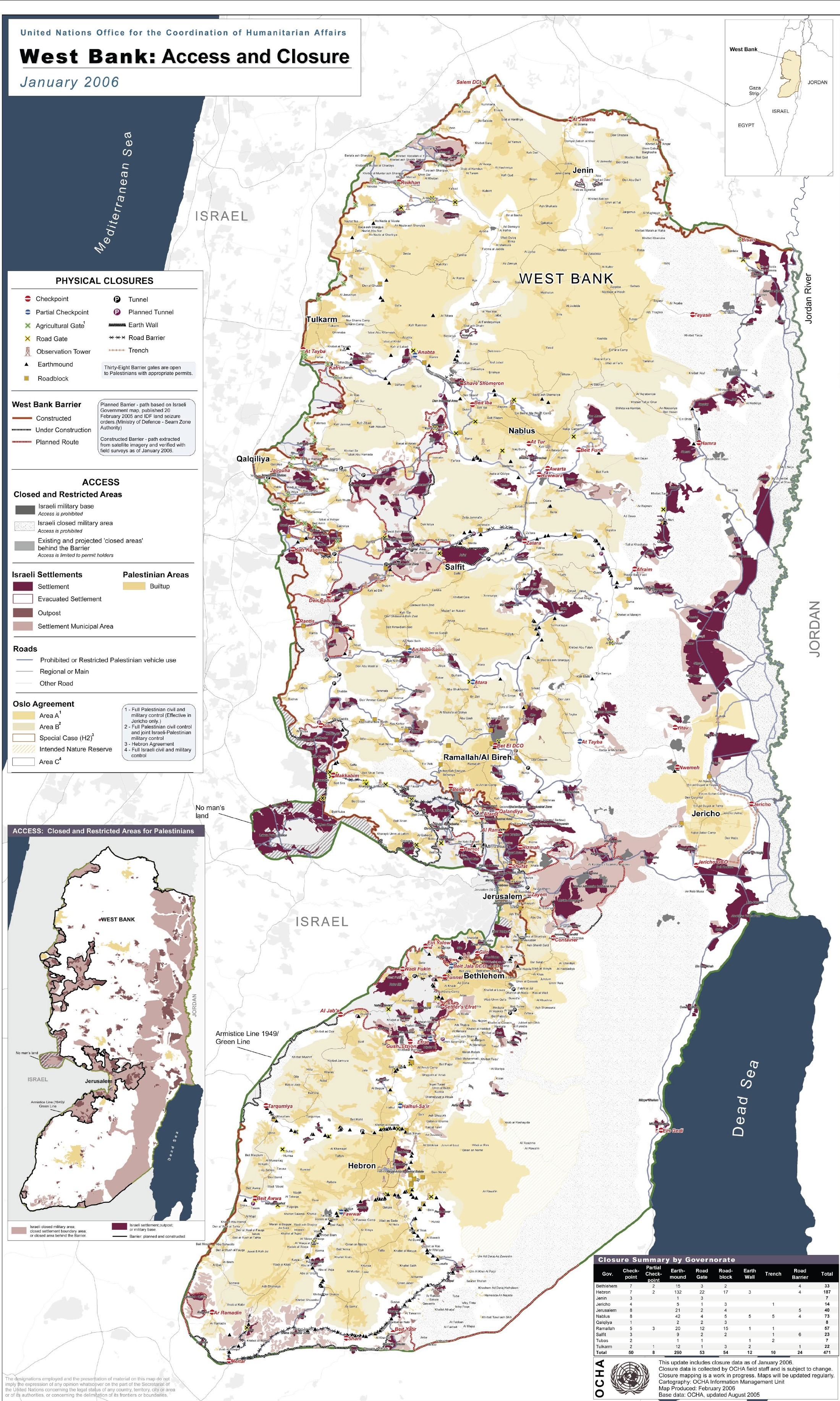
Mapes de les colònies israelianes a Cisjordània.

L'esquerra al govern va crear assentaments jueus als territoris ocupats des de 1968. L'objectiu són zones amb febles poblacions palestines, que són destinades a ser annexades segons el pla Allon. Aquests assentaments continuen sent tanmateix poc nombrosos.
Es veu també aparèixer, des de la primera meitat dels anys 1970, certes colònies il·legals, sovint organitzades pel corrent nacionalista religiós (però no per força pel mateix PNR). Aquesta política d'assentaments il·legals continua sent molt estesa fins a 2005 amb els militants del Gran Israel, enfront d'unes autoritats sovint passives.
Després de 1977 i la seva arribada al poder, la dreta es llança a un programa molt més ambiciós: 50.000 colons el 1987, abans de la Primera Intifada 100.000 colons el 1993, abans dels acords d'Oslo 200.000 colons el 2000 abans de la Segona Intifada, 245.000 a finals de 2005.
Les zones fortament poblades de palestins estan igualment en el punt de mira, no només les zones buides. Les terres palestines són àmpliament confiscades, per construir colònies, carreteres, dels llocs militars, o simplement per evitar les construccions àrabs.
Apareixen dos grans tipus de colònies apareixen :
- els grans blocs de colònies: fortament poblats, generalment bastant prop de les fronteres de 1949 (rebatejades «fronteres de 1967» o « línia verda»). Són poblades d'habitants dels afores de Tel-Aviv o de Jerusalem, generalment més aviat a la dreta, però rarament extremistes.
- les petites colònies ideològiques, en la profunditat dels territoris palestins. Són generalment poblades de colons molt ideològics, sovint del corrent nacionalista religiós, cada vegada més radicals.

En aquestes colònies, cal afegir-hi els barris jueus de Jerusalem Est. Després de 1967, Israel va reunificar Jerusalem, contra el parer dels habitants de la part àrab. Es van construir barris jueus a les zones no-poblades. Comptaven el 2005 amb aproximadament 200.000 habitants jueus.
Cal fer notar que, des del punt de vista de l'ONU, els territoris de Cisjordània, Gaza, Jerusalem-Est i del Golan són "territoris ocupats" i, per tant, sotmesos a la convenció de Ginebra, que prohibeix tota implantació de poblacions conqueridores. De més, al final del conflicte, havien de ser evacuats, ja que l'article 35 de la carta de les Nacions Unides prohibeix tota conquesta per la força.
Per als moviments sionistes, esquerra i dreta incloses (sobretot per a la dreta), es tracta de territoris sobre els quals els jueus tenen un dret històric (fins i tot religiós). La convenció de Ginebra i la carta de les Nacions Unides no s'apliquen doncs. Són possibles annexions, així com la colonització.
Es veu també una petita colonització en el Sinaí egipci, Yamit. Però el Sinaí va ser restituït pel govern Begin entre 1979 i 1982 després dels Acords de Washington (març de 1979). La restitució del Sinaí, que no és generalment considerat com formant part d'Eretz Israel (hi ha opinions contràries), va aixecar reprovacions moderades.
Finalment cal esmentar una colonització dels alts del Golan, presos als Sirians el 1967. La justificació d'aquesta colonització és essencialment de seguretat, sense fort valor històric o religiós. El Golan no és generalment considerat tampoc com a part d'Eretz Israel.

#### Immigracions russa, etíop i occidentals
Com durant els períodes precedents, onades d'immigrants venen a Israel. Com anteriorment, aquestes ones estan majoritàriament lligades als problemes de la Diàspora.
Una aliyyà té lloc el 1967-1968. És relativament poc important. Concerneix els últims jueus àrabs i polonesos fets fora per l'ambient «antisionista» que segueix la guerra de 1967. Concerneix també alguns milers d'occidentals (Americans, Britànics i Francès, sobretot) que van patir per Israel durant la guerra.
Una aliyyà porta 400.000 jueus en els anys 1970. Venen sobretot de Rússia, en resposta a negociacions entre els Estats Units i l'URSS. Aquesta aliyyà s'acompanya d'una immigració més restringida, però ideològicament molt activa : la dels nacionalistes religiosos d'extrema dreta, sovint americans, que s'instal·len sovint en les colònies «ideològiques».
El 1982-1985, es produeix la primera immigració dels jueus d'Etiòpia (Falashas).
En els anys 1990, una última onada mena un milió de jueus (o de «mig-jueus») de l'antiga URSS després de l'esfondrament d'aquesta. S'acompanya d'una immigració de jueus d'Etiòpia, i sempre d'una petita immigració procedent dels països occidentals, més aviat dominada per nacionalistes religiosos molt motivats. És la major onada d'immigració de la història d'Israel. Tanmateix, la integració ha estat molt millor que en el moment de les onades massives de la creació d'Israel : l'economia era molt més forta i la població molt més ben formada (excepte la immigració etíop).
El 2005, la població jueva considerada d'Eretz Israel, colons compresos, comprèn una mica menys de 5.300.000 jueus (estimació : Cia World Factbook).

#### Primera Intifada
El desembre de 1987, comença la Primera Intifada o revolta de les pedres. Hi ha tres fets que la provoquen :
- El desenvolupament del nacionalisme palestí, en ple renaixement des de fa una vintena d'anys.
- El nivell d'educació dels joves palestins, que va a l'alça, i que facilita una forta politització.
- El sentiment de fer-se un estranger sobre la seva pròpia terra, sentiment accelerat per la colonització ràpida de Cisjordània (Judea-Samària per als sionistes).

El recurs a les armes és exclòs per la direcció palestina, i el 1988, per primera vegada, l'OAP reconeix el dret a l'existència d'Israel. La violència política palestina reapareix tanmateix al començament dels anys 1990, a conseqüència d'organitzacions islamistes que rebutgen l'evolució «realista» del nacionalisme palestí majoritari.
L'aixecament s'esgota cap a 1992 a conseqüència d'una repressió israeliana que fa aproximadament 1.000 morts, i desenes de milers d'empresonats sense judici, però va produir diverses conseqüències:
- desenvolupament del nacionalisme palestí;
- evolució realista d'aquest nacionalisme a favor del repartiment de l'antic mandat britànic, sobre la base de les fronteres de 1949 (o de 1967, segons el seu nou nom);
- aparició en reacció de grups radicals (Hamàs i Gihad Islàmic palestí);
- presa de consciència d'una part dels Israelians que la demografia àrab i un nacionalisme creixent fan difícils el Gran Israel i fins i tot el manteniment de l'statu quo.

#### Elsacords d'Oslo
El 1992, l'esquerra torna al poder sota la direcció de Yitshaq Rabbín. L'estiu del 1993, el govern reconeix l'OAP. A començaments de 1994, se signen els acords d'Oslo. Preveuen:
- El reconeixement d'Israel pels palestins.
- El reconeixement de l'OAP (però no d'un Estat palestí) pels israelians.
- L'obertura de negociacions sobre les fronteres finals el 1996.
- La posada en marxa d'un estatut final (no definit) el 1999.
- Mentrestant, les dues parts es comprometen a no prendre decisions unilaterals. Per als israelians, es tracta d'evitar la proclamació d'un Estat palestí independent. Per als palestins, es tracta de parar la colonització, acte unilateral per excel·lència.
- Igualment, els israelians es comprometen també a establir un règim d'autonomia als territoris ocupats.

Els palestins van acceptar negociacions sobre les fronteres. Implícitament, renuncien més o menys a les fronteres de 1949-1967. Això, i el reconeixement fins i tot d'Israel, és inacceptable per als islamistes.
Els Israelians renuncien a canvi al Gran Israel. Des del punt de vista de l'esquerra, aquesta concessió és poc important : hi ha renunciat oficiosament des de 1947. Des del punt de vista de la dreta, és inacceptable.
A finals de 1995, Yitshaq Rabbín és assassinat per un sionista religiós radical (condemnat pel PNR). Els islamistes cometen una ona d'atemptats-suïcides el març de 1996 (seixanta morts). Debilitada per aquests dos cops, l'esquerra perd les eleccions, i la dreta (Binyamín Netanyahu) torna al poder en nom del Gran Israel. Tanmateix, el nou poder no anul·la els acords d'Oslo. Els interpreta de manera restringida, però accepta en tot cas evacuar una part d'Hebron. S'hi pot llegir el començament de l'acceptació del fet nacional palestí.

#### Segona Intifada
L'esquerra torna al poder el 1999. Li cal tanmateix un any per arrencar les negociacions amb els palestins (estiu 2000). Aquestes comencen amb una manca de confiança bastant ample.
- Pel costat israelià, es comprova el lent desenvolupament dels atemptats cecs islamistes. L'autoritat palestina autònoma creada pels acords d'Oslo no reprimeix bastant durament aquestes violències (hi ha detencions, però sovint seguides d'alliberaments).
- Pel costat palestí, es comprova que la promesa d'autonomia és bastant poc seguida en la pràctica: Només el 7% de Cisjordània gaudeix de plena autonomia, i el 60% de Gaza. Cal afegir-hi un 35% de Cisjordània sota ocupació militar israeliana però amb una administració civil palestina. La colonització va ser massiva : els acords d'Oslo són el període de colonització més fort des de la guerra dels 1967 (100.000 colons suplementaris). I les negociacions finals, previstes pel 1996 tenen quatre anys de retard.

De fet, la negociació s'encalla. Els Israelians (Ehud Barak) van reclamar l'annexió del 10-12% de Cisjordània i del Jerusalem-Est àrab. Els palestins ho van refusar.
El setembre de 2000, comencen manifestacions palestines comencen a Jerusalem, i després s'estenen. Desenes de palestins són abatuts per l'exèrcit. Els grups palestins que refusaven la violència des de 1987 (sobretot, l'OAP) decideixen de tornar a la lluita armada, i s'incorporen als radicals islamistes. El govern d'esquerra cau a finals del 2001 i la dreta torna al poder (Ariel Xaron).
De 2000 a 2005 1.000 israelians i 4.000 palestins moren.
La segona Intifada és el producte d'una constatació palestina : d'esquerra o de dreta, els Israelians consideren que tot Eretz Israel pertany als jueus. La voluntat d'acord amb els palestins no impedeix una voluntat d'annexió màxima : els territoris poc o gens poblats de palestins per a l'esquerra, la totalitat per a la dreta. En un cas com en l'altre, no és acceptable per als palestins, fins i tot pels moderats. Aquests últims volen acceptar les fronteres de 1949-1967, però no pas noves annexions.
El debat entre sionistes, obert el 1922 per la separació de la Transjordània, no ha evolucionat molt : si Eretz Israel és del dret una propietat jueva (hi ha acord sobre aquest punt) què cal prendre, i què cal cedir?

#### Inversió demogràfica
Més enllà de les qüestions de fronteres, la progressió de la població palestina prossegueix. Els palestins tenen un dels creixements demogràfics més forts del món.
El 2005, hi ha aproximadament 5.235.000 jueus sobre el territori de l'antic mandat de Palestina, i més o menys el mateix nombre d'àrabs. Haurien esdevingut fins i tot lleugerament majoritaris el 2005. I cal afegir-hi els nombrosos palestins de la diàspora.
La problemàtica de l'esquerra sionista sobre el perill demogràfic àrab, plantejada des de 1967 (i fins i tot des de 1947) s'imposa a tots: com continuar sent un Estat a la vegada jueu i democràtic amb una majoria d'àrabs ?

#### Inversió política

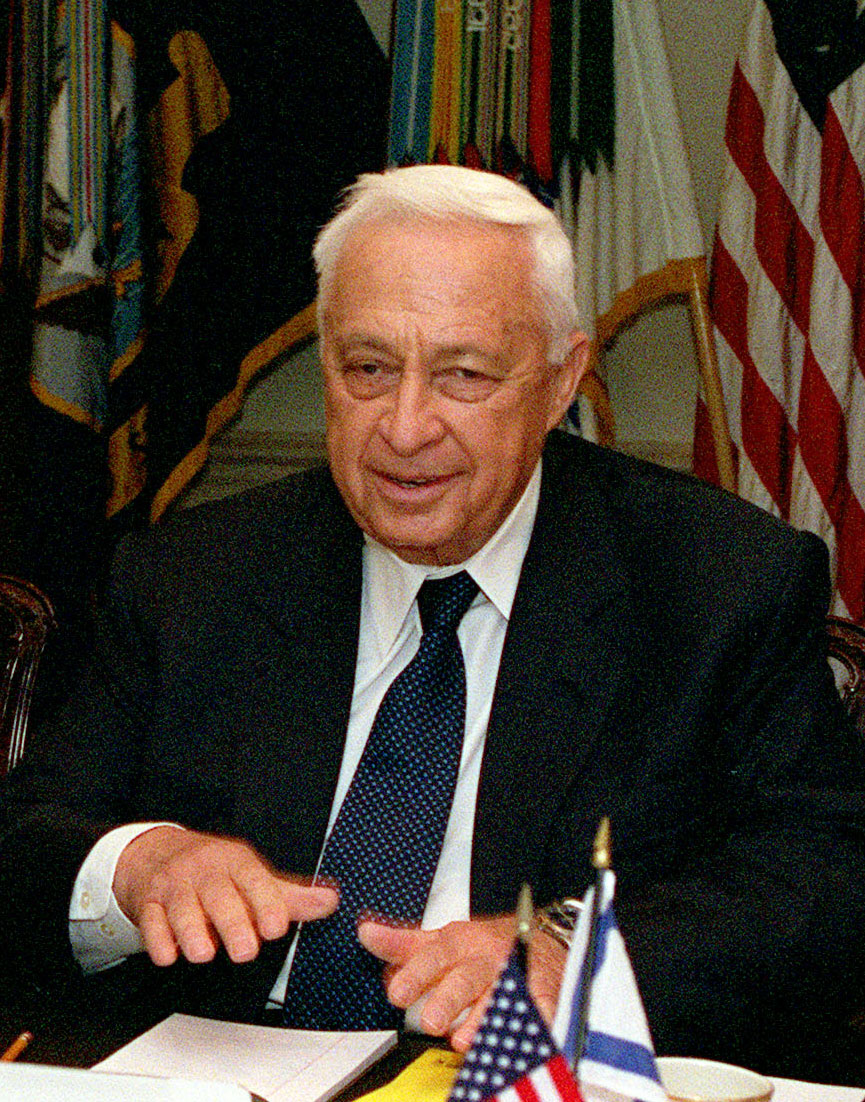
Ariel Xaron

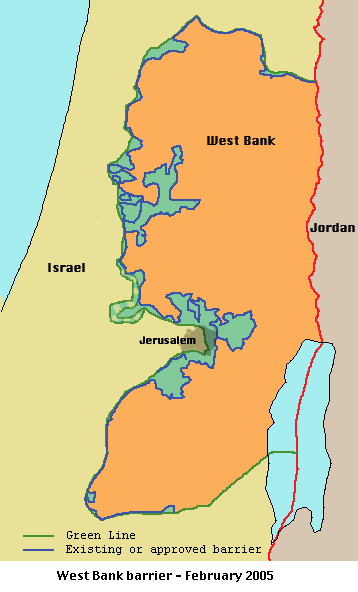
El "mur de seguretat" - traçat aprovat el febrer de 2005, però susceptible d'evolucionar

A tot això s'afegeix una nova qüestió per a una part de la dreta sionista : si la reivindicació del Gran Israel és per a una bona part una qüestió de seguretat, la primera i la segona Intifada venen a demostrar que tenir una forta proporció d'àrabs en la població israeliana representa de fet un greu problema de seguretat.
Començat en els anys 1990 al si de la dreta (bastant discretament) per Ariel Sharon, tanmateix gran campió de la colonització i del Gran Israel, el debat es fa més agut amb la segona Intifada.
Des de 2002, la construcció d'una «barrera de seguretat contra el terrorisme» pel govern Sharon mostra una evolució : el "mur de seguretat" no engloba (en el traçat de 2005) més que 7,5% de Cisjordània. Separa així els grans blocs de colònies jueves de les zones poblades de palestins. En la pràctica, es tracta d'una renúncia al Gran Israel. Criticat pels palestins, que veuen allà una annexió parcial, ho és també pels colons (sobretot els dels assentaments "ideològics", sovint exteriors al "mur"), que hi veuen la renúncia a l'annexió completa de Cisjordània.
Una de les respostes de la dreta "dura" a la pressió demogràfica palestina serà de proposar una "transferència" dels àrabs cap als països àrabs veïns. Defensada per forces polítiques marginals (com el Molédet), aquesta temàtica troba regularment un 50%d'aprovació en els sondatges (vegeu Pla De Pau Elon). Però sembla inacceptable a la vegada per a una part de la població israeliana i per a la comunitat internacional, amb l'aliat americà al capdavant. Aquesta solució mai no serà doncs estudiada per un govern israelià.
El 2003, Ariel Xaron anuncia una retirada unilateral de la Gaza, realitzada a l'estiu 2005. Allà també, l'oposició dels colons (sobretot els del corrent sionista religiós) és massiva (però sense verdadera violència). Vegeu Pla de retirada unilateral israeliana
La justificació oficial del mur i de la retirada és de fet la de l'esquerra : la majoria àrab representa un perill demogràfic i de seguretat massa important. Cal separar els Jueus dels àrabs. El primer ministre israelià per interinitat Ehud Olmert declara així el dimarts 24 gener de 2006 (diari Haaretz): " The choice between allowing Jews to live in all parts of the Land of Israel and living in té state with té Jewish majority comissiones giving up parts of the Land of Israel - la tria entre permetre als Jueus viure en totes les parts de la Terra d'Israel, i viure en un Estat amb una majoria jueva, ens porta a tornar porcions de la Terra d'Israel ").
No és una revolució en l'anàlisi : l'esquerra sionista ho diu des de fa molt de temps. Però és una revolució a la dreta, una dreta nascuda el 1925 del rebuig a un primer repartiment, aquell de la Transjordània. Això fa esclatar de manera important la contradicció entre els partidaris d'un Gran Israel segur, per als quals el Gran Israel és en benefici del poble jueu (s'hi pot doncs renunciar si és en benefici del sionisme) i els sionistes religiosos, esdevinguts molt actius, per als quals és una ordre divina.
Fins i tot els que s'oposen a Sharon al si del Likkud (excepte el corrent nacionalista religiós del Likkud, ja que n'hi ha un, exterior al PNR) admeten la renúncia al Gran Israel. Així Benjamin Netanyahu, el líder dels "durs" del Likkud proposa el 2005 un Estat palestí sobre un 40% de Cisjordània. És la fi del Gran Israel. El consens és ara molt ampli en els israelians.
A finals de 2005, el Likkud esclata. Els «centristes», partidaris d'una separació dels palestins, se'n van i funden el partit Qadima (darrere el Primer Ministre, Ariel Xaron). Després d'un greu accident vascular cerebral d'Ariel Sharon (gener de 2006), Ehud Olmert, el seu principal tinent, pren la seva successió al capdavant del partit i en tant que Primer Ministre interí en vigílies de les eleccions legislatives israelianes de 2006.
Però la qüestió de les fronteres no està regulada. Els palestins moderats continuen reivindicant les fronteres de 1949-1967, incloent-hi les colònies israelianes. Els israelians, fins i tot moderats, es neguen a evacuar els grans blocs de colònies.

## La història del sionisme: síntesi
El sionisme té un caràcter particular en la història política del segle xix. En tant que ideologia nacionalista, comparteix trets comuns nombrosos amb altres nacionalismes, en particular europeus, el seu continent d'origen.
Però és també l'únic nacionalisme conegut on una població sense territori, sense cultura unificada, sense llengua parlada comuna i sense Estat s'ha dotat d'aquests 4 atributs clàssics de l'Estat-nació modern. És el producte d'un sentiment de pertinença comú, però també d'un voluntarisme polític i d'una disciplina col·lectiva sorprenents.
El sionisme va continuar sent una ideologia molt minoritària fins als anys 1920. De 1920 a 1948, va esdevenir una ideologia ineludible al si de les minories jueves, al mateix temps que un proto-Estat s'assentava sobre el terreny i donava credibilitat al projecte. Finalment, va esdevenir una ideologia hegemònica en aquestes comunitats després del genocidi jueu i la creació de l'Estat.
El sionisme ha tingut tanmateix un fracàs parcial : malgrat el seu voluntarisme i el seu hegemonisme, mai no ha aconseguit verdaderament atreure els jueus dels països occidentals. Ha continuat estant vinculat en un 90% a una emigració de fugida. Ha sabut mobilitzar una part d'aquesta, però bastant poc una emigració de tria pura.
El sionisme ha trobat igualment amb el debat «territorialista» a principis del segle xx, un problema de definició que no ha resolt totalment : el sionisme apunta a crear un Estat per als Jueus, o apunta a «alliberar» tota la terra promesa ? Avui, la pressió demogràfica i de seguretat de les poblacions palestines s'ha fet tal que s'ha establert un consens bastant ampli (sense dir-ho sempre) sobre la primera definició. Però la qüestió de les fronteres no està resolta, i tant l'esquerra com la dreta (més encara a la dreta), desitgen que la «separació» dels palestins deixi a Israel amb les fronteres més àmplies possibles.